# 可再生能源商业化

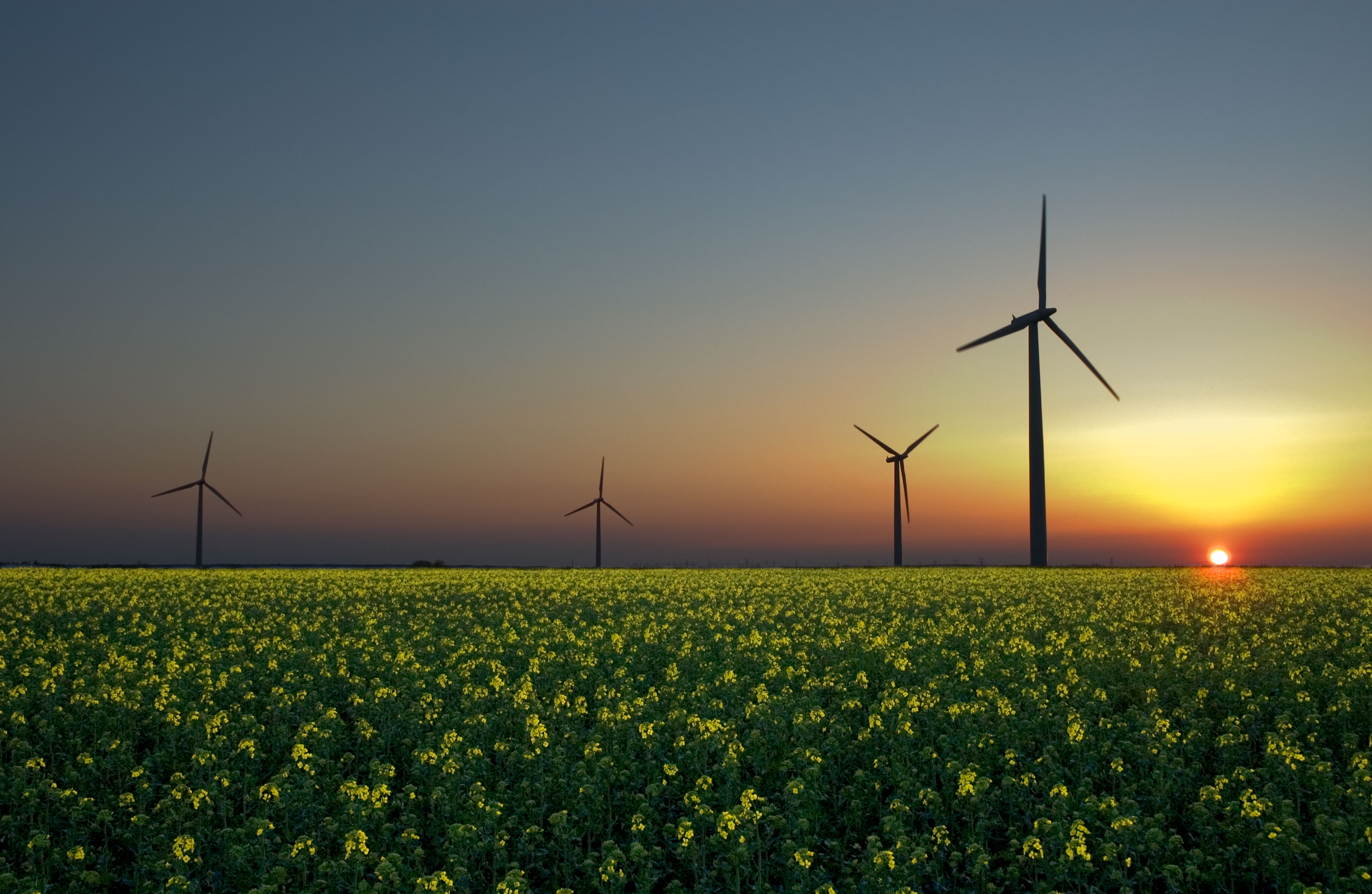
风能、太阳能和生物质能是三种可再生能源的来源。

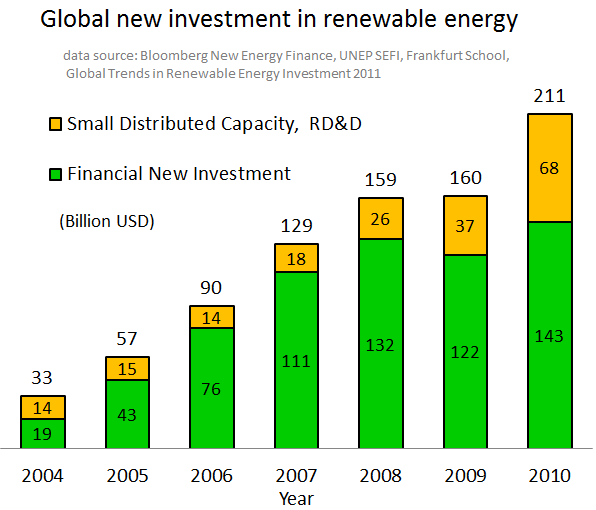
可再生能源的全球新投资。

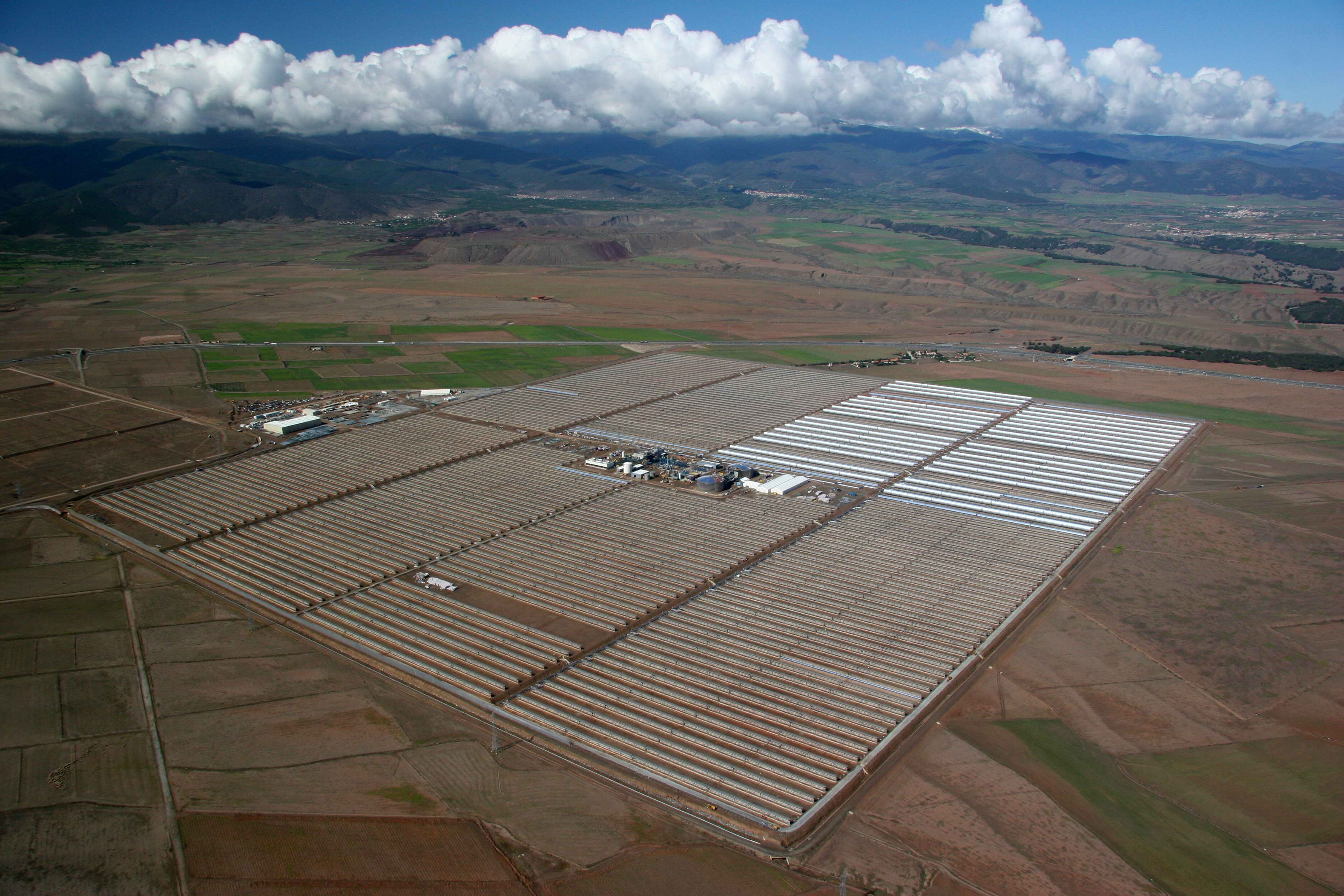
150 MW的安达索尔太阳能电站是一个商业太陽熱能发电厂，位于西班牙的再生能源的安達索爾电站使用熔盐箱储存太阳能的热能，使发电站可以在太阳不发光的时候能够继续发电。

可再生能源商業化是指將可再生能源技術大規模應用於市場的過程，其發展歷程橫跨三個技術世代，最早可追溯至19世紀末的水力發電與生物質能應用。根據國際能源署分類，第一代技術如生物質能、水力發電及地熱能已具成熟度與經濟競爭力；第二代技術包括太陽能光伏、風力發電與聚光太陽能熱發電，現已成為全球能源轉型主力；第三代技術如海洋能與高温岩石地热发电仍需研發突破方能規模化應用。
近年發展顯示，可再生能源已成為全球新增發電裝機的主體。2019年全球新增電力裝機中近75%採用可再生能源技術，而國際能源署預測至2025年可再生能源將滿足全球35%電力需求。此成長態勢主要受技術成本下降驅動：2009至2019年間，太陽能光伏發電成本下降82%，陸上風電降幅達39%。
政策引導在市場發展中扮演關鍵角色。德國透過「能源轉型」政策推動再生能源佔比於2020年達45%；丹麥更立法承諾2050年前實現100%可再生能源供電。截至2014年，全球已有144個國家訂定再生能源發展目標，其中歐盟通過《綠色政綱》將2030年可再生能源佔比目標提高至40%。
產業投資與就業創造呈現正向循環。2015年全球可再生能源投資達3,290億美元，創造約300萬個就業崗位，其中中國連續十年位居投資榜首。根據pp國際可再生能源署]]統計，2021年全球可再生能源從業人數已突破1,200萬，太陽能光伏產業就佔總就業量三分之一。領先企業如中國的金風科技與丹麥的維斯塔斯在風電市場合計佔有率超過30%，而美國First Solar與中國天合光能則主導光伏組件供應鏈。
氣候變遷緩解需求持續推動產業創新。國際能源署《全球能源部門2050淨零排放路徑圖》指出，若要達成《巴黎協定》目標，2030年前全球可再生能源年新增裝機需提升至1,020吉瓦，為2022年水準的三倍。此轉型預期將帶來多重效益：據測算，若全球溫升控制在1.5°C以內，2050年前能源系統轉型可避免每年約400萬人因空氣污染早逝。
值得注意的是，新興技術如浮動式海上風電與綠氫生產正開拓商業化潛力。英國「Hornsea Project One」離岸風場（1.2吉瓦）與澳洲「亞洲可再生能源中心」（預計26吉瓦）等標誌性項目，展現大規模整合應用的可行性。而數碼化技術如人工智能調度系統與區塊鏈電力交易平台，進一步提升間歇性可再生能源的電網相容性。

## 概述

能源来源的全球公众支持，基于益普索（2011年）的问卷调查

### 可再生能源的理由
气候变化，污染和能源不安全的重大问题和这些问题的解决，都需要能源基础设施的重大改变。可再生能源技术的能源供应组合中是至关重要作用，因为它们有助于维护世界能源安全（Energy security），减少对化石燃料的依赖，并为减少温室气体排放提供机会。破坏气候的化石燃料正在被清洁的气候稳定的和非消耗的能源取代：

...从煤，石油和天然气，到风能，太阳能，地热能源的过渡正在顺利进行。在旧经济中，能源来自燃烧东西 - 石油，煤炭，天然气 - 导致了碳排放量定义我们的经济。新能源经济驾驭的是风的能量、来自太阳的能量、与来自地球本身的热量。

在国际民意调查中，为解决能源供应问题而提出多种方法得到强有力的支持。这些方法包括推进太阳能发电和风力发电等可再生能源，要求公用水电事业使用更多的可再生能源，并提供税收优惠，以鼓励发展和使用这种技术。预计，从长期而言，可再生能源的投资将得到经济上清偿。
根据Clean Edge公司的观点，能源的未来毫无疑问将会变得更加清洁。碳密集型能源例如木柴，煤炭，石油，到天然气和可再生能源的过渡正在顺利进行。对于许多发达国家与发展中国家，“未来看起来越来越像它将建立在能源效率，可再生能源，电气化运输和低碳的燃料如天然气的混合”。
由应用材料公司（Applied Materials）在2010年的调查显示，三分之二的美国人相信，在满足国家的能源需求，太阳能技术应该发挥更大的作用。此外，"四分之三的美国人认为是该国的顶级能源优先问题，是增加可再生能源，和减少美国对外国石油的依赖"。据调查，如果他们的公共水电公司增加使用可再生能源，67％的美国人愿意增加支付他们每月的水电费帐单。".
在2010年的全球事务芝加哥委员会的民意调查显示，91％的人认为“投资于可再生能源领域”，对美国的经济能保持相对于其他国家的竞争力是重要的，62％认为这是非常重要的。同一调查还发现，公众大力支持鼓励可再生能源发展的税收优惠，以此用来作为减少进口外国能源的一种方法来。每十个人中的八个人（80％）赞成税收优惠政策，47％的强烈赞成，仅有17％的人反对。
欧盟成员国已表示支持雄心勃勃的可再生能源目标。在2010年，欧盟民意调查处（Eurobarometer）机构接受调查的27个欧盟成员国关于“以增加可再生能源在欧盟的份额由2020年达到20％”的目标。在所有27个国家中的大多数人都认可的这个目标，或要求它能更进一步。在整个欧盟中，57％认为提出的目标是“恰当的”，16％的人认为这是“太保守了”。只有19％的受访者说，这目标是“过于雄心勃勃”。
援引福岛核灾难，环保活动家在2010年联合国气候变化大会上呼吁更大胆的步骤以利用可再生能源，这样世界就不是仅仅有选择核电的危险和气候变化的破坏。

### 三个世代的技术
可再生能源包括一些在商业化的不同阶段的来源和技术。国际能源署（IEA）定义了达到至今已有100多年的三个世代的可再生能源技术：
- “第一代技术出现于从19世纪结束时的工业革命，包括水电，地热发电，生物质燃烧和热。这些技术都相当广泛的应用。[3]
- 第二代技术包括太阳能供热与制冷，风电，现代形式的生物能源，和太阳能光伏发电。现在，这些是自1980年代以来的研究，开发和示范（RD＆D）的投资，进入市场的结果。初始投资与1970年代的石油危机反映出的能源安全问题有关，但是，这些技术的持久的吸引力，至少部分是由于环境好处。许多技术反映材料的显着进步。[3]
- 第三代技术仍处于开发阶段，其中包括先进的生物质气化（biomass gasification），生物炼制（Biorefinery），聚光太阳能热发电（Concentrating solar thermal power），高温岩石地热发电（hot-dry-rock）和海洋能等。纳米技术的进展可能也发挥了重要的作用。”[3]

第一代技术已经非常成熟，第二代技术现在正在进入市场，而第三代技术，在很大程度上取决于长期的研究和发展方面的前景，其中公共部门可以发挥作用。

### 可再生能源的增长

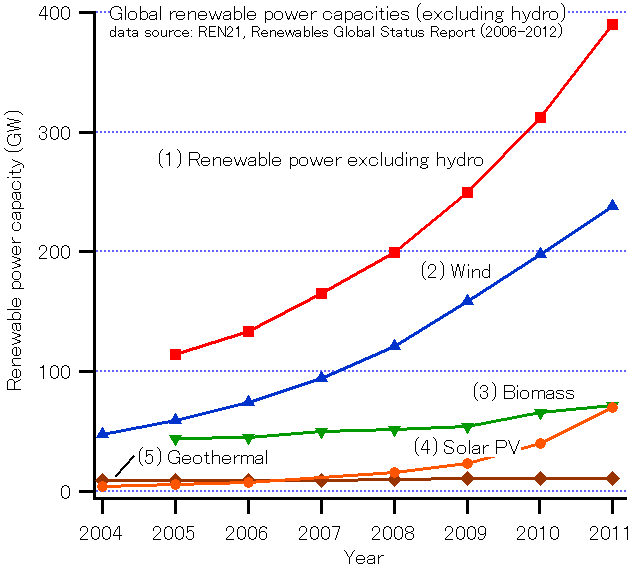
全球可再生能源发电容量，不包括水电。

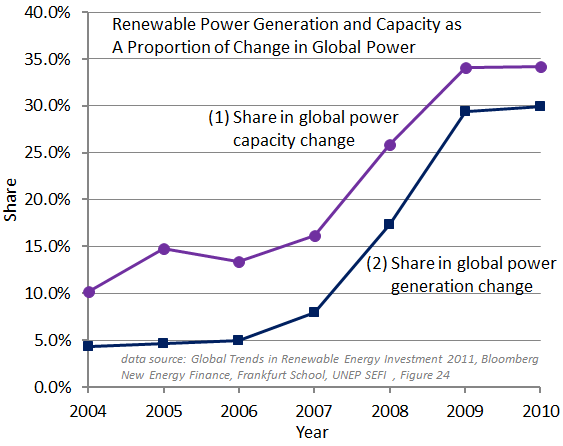
可再生能源发电及容量在全球电力供应中所占变化的比例。

可再生能源据估计2010年全球最终能源消费中的16.7％。到2011年年底，可再生能源发电容量全球范围内超过1360 GW，同比增长8％。其中，现代可再生能源占到估计的8.2％，而传统方式利用生物质能的份额从估计的8.5％略有下降。可再生能源电力，在2011年占全球的新增加发电能力的208GW中的近一半。风能和太阳能光伏（PV）占了近40％和30％。
从2004年年底到2009年的5年期间，对于许多技术，世界范围内可再生能源的容量每年以10-60％的速度增长。
2011年，联合国副秘书长阿齐姆·施泰纳说：“绿色经济的这个核心业务的持续增长，不是偶然发生的。结合政府设定目标，政策支持和刺激资金中支撑的可再生能源产业的崛起，使我们的全球能源系统达到急需的转型。”他补充说：“在投资，项目和地理分布上，可再生能源正在不断扩大。在这样做时，在应对气候变化，对付能源贫困和能源的不安全上，它们作出越来越大的贡献”。
根据由总部设在巴黎的21世纪全球可再生能源政策网络(REN21)发布的一份报告，在2008年，同时在欧盟和美国，第一次出现了比传统的电力容量增长有更多的可再生能源增长，表现出世界能源市场迈向可再生能源的一个“根本转型”。在2010年，可再生能源包含了新建的发电能力约三分之一。
根据国际能源署（IEA）的一个在2011年的预测，在50年之内，太阳能发电站可能会产生世界上大部分电力，显著减少对环境有害的温室气体的排放。国际能源署（IEA）表示：“到2060年，光伏发电和太阳热能厂可满足世界对电力的需求 - 和所有能源需求的一半 - 风能，水能和生物能发电厂提供余下的一代”。
然而，国际能源机构预测可能会很悲观，因为官方机构维持低估了可再生能源的增长速度。“光伏发电和聚光太阳能发电可以成为电力的主要来源”。基于2012年BP世界能源统计评论的一份报告显示，从2001年到2011年底，全球太阳能消费大约每两年翻了一番，消费在呈指数式增长。这就提出了一个可能性，在这个十年结束时，太阳能发电可达到全球发电总量的10％。要完成此主要能源份额的增益，太阳能将需要从2011年的消费量55.7 TWh，增加到约2200TWh。在目前的指数增长率，早在2018年这些水平可以被达到。如果指数的消费继续，到2027年，太阳能可以提供当前世界能源需求的100％。
| 选定的的全球性指标                     | 2004 | 2005 | 2006  | 2007  | 2008  | 2009  | 2010  | 2011  | 2012  | 2013  | 2014  | 2015  | 单位     |
| -------------------------------------- | ---- | ---- | ----- | ----- | ----- | ----- | ----- | ----- | ----- | ----- | ----- | ----- | -------- |
| 新的可再生能源容量的投资（年）         | 30   | 38   | 63    | 104   | 130   | 160   | 211   | 257   | 244   | 214   | 270   | 285   | 10亿美元 |
| 已存在的可再生电力容量, 包括大规模水电 | 895  | 930  | 1,020 | 1,070 | 1,140 | 1,230 | 1,320 | 1,360 | 1,470 | 1,560 | 1,712 | 1,849 | GWe      |
| 已存在的可再生电力容量, 排除大型水电   |      |      |       |       | 200   | 250   | 312   | 390   | 480   | 560   | 657   | 785   | GWe      |
| 水力发电容量 （已存在的）              |      |      |       |       |       | 915   | 945   | 970   | 990   | 1,000 | 1,055 | 1,064 | GWe      |
| 风能容量 （已存在的）                  | 48   | 59   | 74    | 94    | 121   | 159   | 198   | 238   | 283   | 318   | 370   | 433   | GWe      |
| 太阳能光伏容量 （并网发电的）          |      |      |       | 7.6   | 16    | 23    | 40    | 70    | 100   | 139   | 177   | 227   | GWe      |
| 太阳能热水器容量 （已存在的）          | 77   | 88   | 105   | 120   | 130   | 160   | 185   | 232   | 255   | 326   | 406   | 435   | GWth     |
| 乙醇生产 （年）                        | 30.5 | 33   | 39    | 50    | 67    | 76    | 86    | 86    | 83    | 87    | 94    | 98    | 10亿升   |
| 生物柴油生产 （年）                    |      |      |       |       | 12    | 17    | 19    | 21    | 22    | 26    | 29.7  | 30    | 10亿升   |
| 有使用可再生能源目标政策的国家         | 45   | 49   |       | 68    | 79    | 89    | 98    | 118   | 138   | 144   | 164   | 173   |          |

### 经济趋势

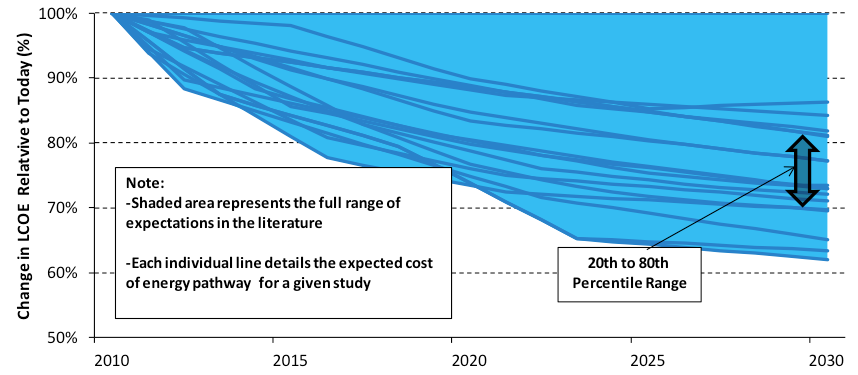
国家可再生能源实验室预测風能价格将从2012年到2030年能下降25%。

通过技术的改進并通过大生产和市场竞争的好处，可再生能源技术正在越来越便宜。2011年国际能源署（IEA）的一份报告说：“成本竞争力的可再生能源技术的投资组合变得日益广泛的情况下，在某些情况下提供的投资机会，而不需要具体的经济支持”，并补充说，“可能降低成本的关键的技术，如风能和太阳能等，都将继续下去。“截至2011年，太阳能和风能技术的成本已经有大幅减少：

自2008年夏天以来的每MW光伏组件的价格已经下降了60％，根据《彭博新能源财经》估计，太阳能发电第一次在一个阳光普照的国家与零售电力价格上具有竞争力的地位。风力涡轮机的价格也下降了 - 在过去的两年每MW的18％ - 反映出在供应链中它与太阳能激烈的竞争。太阳能，风能和其他技术扳平的（levelised）能源成本的进一步改善摆在面前，这在未来几年对于化石燃料发电的来源的主导地位构成了越来越大的威胁。

国际太阳能学会（International Solar Energy Society）认为，随着时间的推移，可再生能源技术和经济将继续改善，它们是“现在是足够的先进，允许可再生能源有重大穿透成为主流的能源和社会基础设施”。在下表中所示的是可再生能源（不包括补贴或政策激励）指示的，扳平的（levelised）经济的成本。
| 发电机                       | 典型的特征                   | 典型的 电力成本 （U.S. cents/kWh） |
| ---------------------------- | ---------------------------- | ---------------------------------- |
| 大型水电                     | 电站规模: 10 - 18,000 MW     | 3-5                                |
| 小型水电                     | 电站规模: 1-10 MW            | 5-12                               |
| 陆上风能                     | 涡轮尺寸: 1.5 - 3.5 MW       | 5-9                                |
| 离岸风能                     | 涡轮尺寸: 1.5 - 5 MW         | 10-14                              |
| 生物质发电                   | 电站规模: 1-20 MW            | 5-12                               |
| 地热发电                     | 电站规模: 1-100 MW           | 4-7                                |
| 屋顶太阳能光伏发电           | 峰值容量: 2-5 kilowatts-peak | 20-50                              |
| 公用事业规模的太阳能光伏发电 | 峰值容量：200 kW to 100MW    | 15-30                              |
| 聚光太阳能热发电 (CSP)       | 50-500 MW trough             | 14-18                              |

随着时间的推移，可再生能源一般变得越来越便宜，而化石燃料变得更昂贵。美国前副总统阿尔·戈尔解释说，可再生能源技术的价格正在下降，原因主要有三个：

"首先，一旦可再生能源的基础设施建造好，燃料是永远免费的。不同于碳基燃料，风，太阳和地球本身提供的燃料是免费的，数量是无限的。

其次，尽管化石燃料技术是比较成熟的，可再生能源技术正在迅速被改进。因此，创新和独创性使我们能够不断提高可再生能源的效率和不断降低成本。

第三，一旦世界作出作出明确的承诺转向可再生能源，生产量本身将大幅减少每个风车和每个太阳能电池板的成本，同时增加更多的激励更多的研究和开发，到进一步加快创新进程"。

## 第一代技术

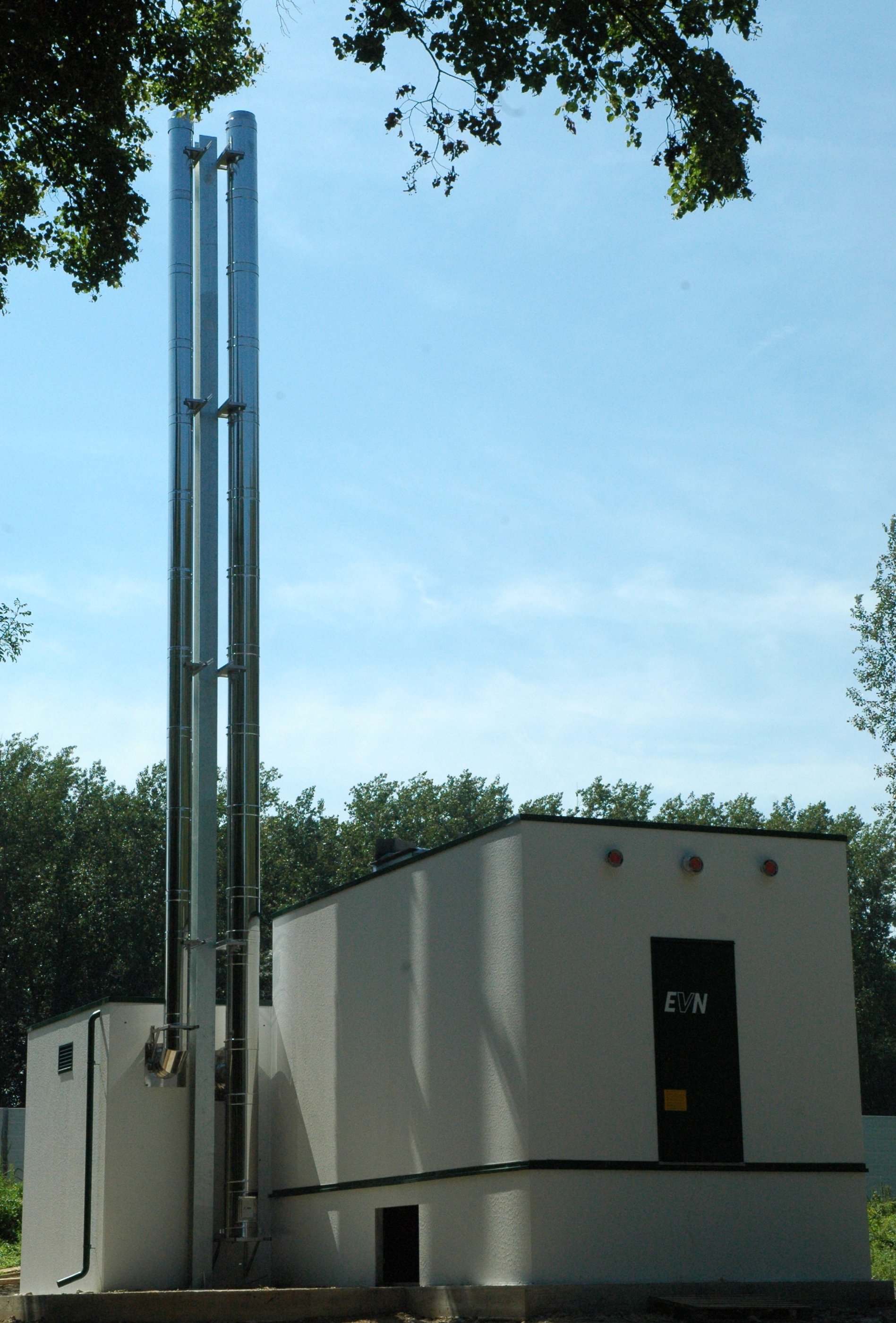
在奥地利的生物质能供热厂。总热功率为1000 kW。

第一代技术已经被广泛应用于资源丰富的地方。它们未来的使用将依赖于对剩余资源潜力的探索，特别是在发展中国家，和克服在环境和社会的接受程度有关的挑战。

### 生物质能
生物质热能和电力是一个完全成熟的技术（Mature technology），它提供了一个现成的市政的，农业的和工业的有机废物的处理机制。不过，这个工业仍然相对落后，在过去的十年至2007年，尽管在许多发展中国家中生物质能（主要是木材）的需求持续增长。生物质能存在的问题之一，是炉灶直接燃烧产生的污染物，导致严重的健康和环境的后果，虽然改进炉灶方案可在一定程度缓解这些影响。第一代生物质能技术可以在经济上有竞争力，但是可能仍然需要部署支持，以克服公众的接受和小规模的问题。

### 水力发电

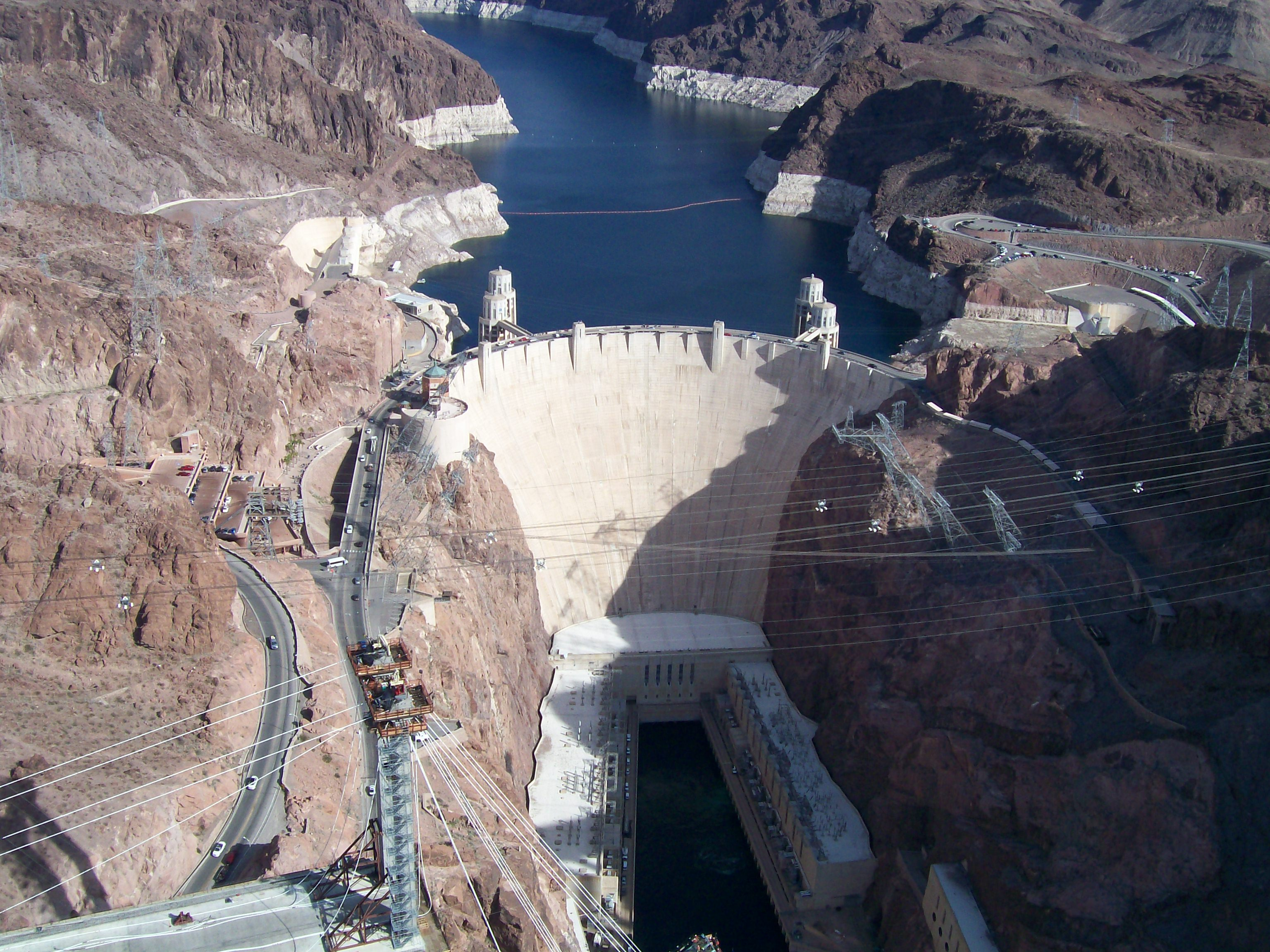
在1936年完工的胡佛水壩曾经既是世界上最大的水力发电站，还是最大的水泥结构。

水力发电厂的优点是长寿命，并且许多现有的工厂已经经营超过了100年。从电网运行的角度看，水电是一种非常灵活的技术。即使在今天的能源市场中，与化石燃料相比，大型水电仍提供了一个成本最低的选项，它没有与电厂运行有关的有害气体排放。
水力发电是目前世界上最大的安装的可再生能源来源的电力，在2005年提供约17％的总电力。中国是世界上最大的水力发电生产国，其次是加拿大。
但是，大型水力发电系统有几个显着的社会的和环境的缺点：在规划水库区中生活的人民颠沛流离，在施工期间和水库洪水期释放大量的二氧化碳和甲烷，破坏水生的生态系统和鸟类。现在有一个强烈的共识，各国应采取综合的办法来管理水资源，这将涉及水电开发规划与其它用水部门的合作。

### 地热发电和供热

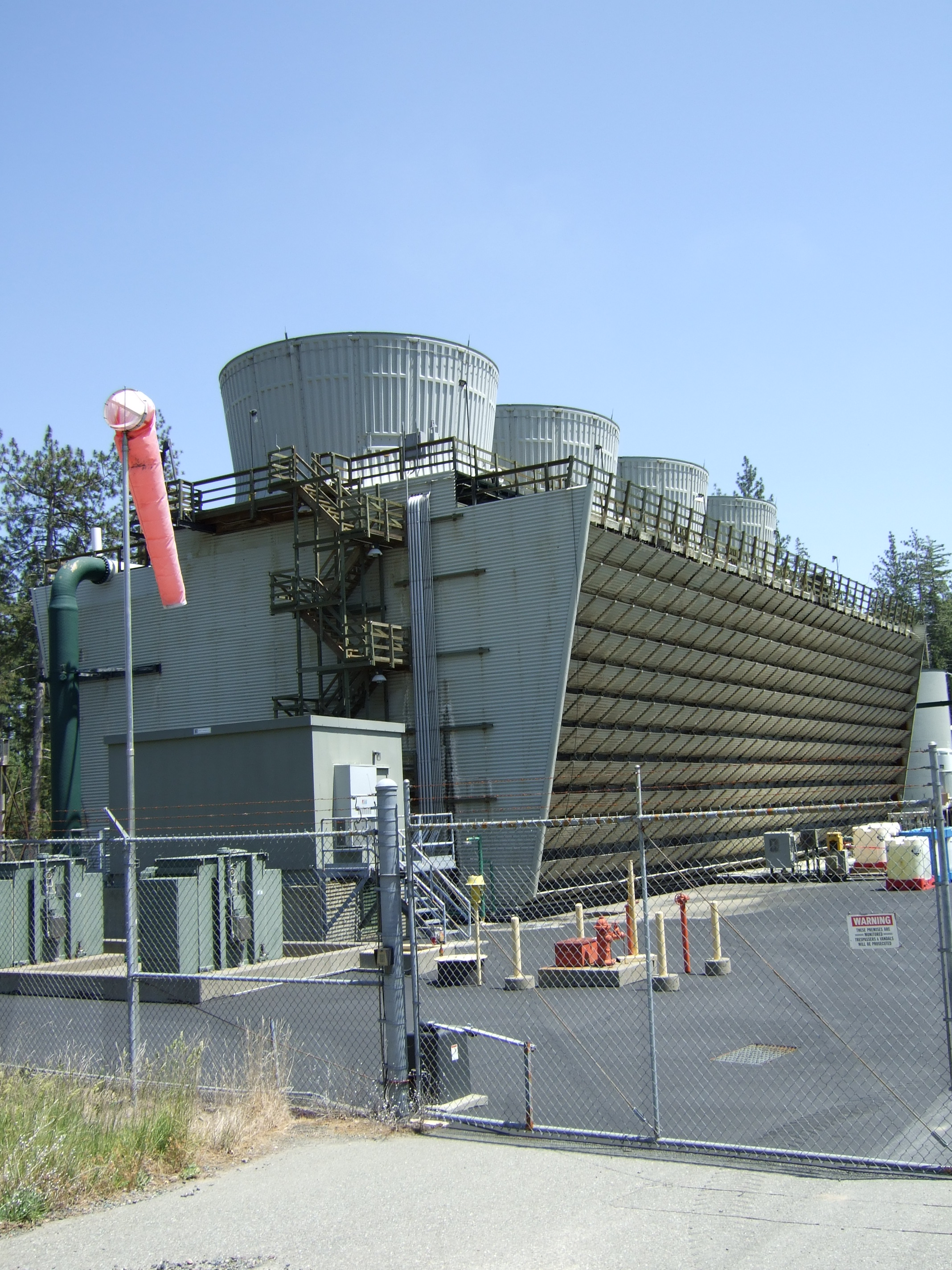
在间歇泉的许多发电厂之一，位于加州北部的一处地热发电场，总输出功率超过750 MW。

地热发电厂能够每天24小时运作，提供基底负荷的容量。估计世界潜在的地热发电能力差别很大，至2020年的它的范围从40 GW到高达6,000 GW。
地热发电的容量从1975年的约1 GW增长了到2008年的约10 GW。以装机容量计算，美国是世界领先者，相当于3.1 GW。有着显著的装机容量的其他国家包括菲律宾（1.9 GW），印度尼西亚（1.2 GW），墨西哥（1.0 GW），意大利（0.8 GW），冰岛（0.6 GW），日本（0.5 GW），新西兰（0.5 GW）。在一些国家，地热发电占电力供应总量的显著份额，如在菲律宾，地热在2008年年底的总功率组合占17％。
截至2008年年底，地热（地源）热泵代表估计有30 GWth的装机容量，还有其他直接利用地热（即空间加热，农业烘干与其它用途）估计达到15 GWth。截至2008年，至少有76个国家是在以某种形式使用直接地热能源。

## 第二代技术
在过去的十年中市场用于第二代技术已经强大和不断增长的，并且这些技术已经从一个少数专注者的热情，成为许多国家的一个主要经济产业，例如在德国，西班牙，美国，日本等一些国家。许多大型工业公司和金融机构参与，并且其面临的挑战是扩大在全球范围内的继续增长的市场基础。

### 太阳能加热
太阳能加热系统是一个众所周知的第二代的技术，并且它一般是由太阳能集热器，一个从集热器到其使用点的流体系统移动热量，和储热的容器或箱。该系统可以被用来加热家用热水，游泳池，家庭和企业。热量也可以用于工业过程的应用，或作为用于其它用途的能量输入，如冷却设备。

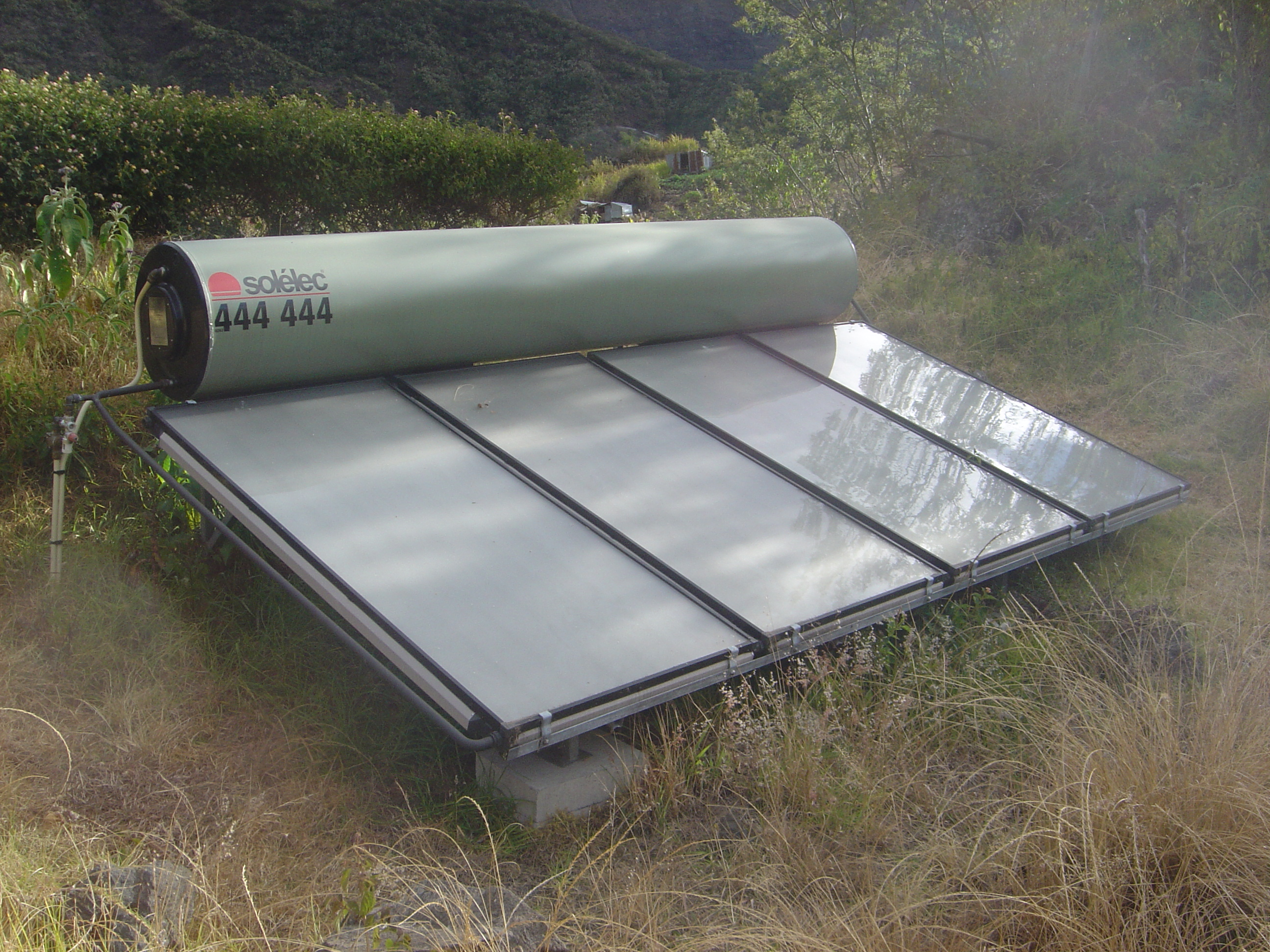
太阳能技术，例如位于建筑物之上或附近太陽能熱水器，它们提供能量给建筑物，就是一个的Soft energy technology的典型的例子。

在许多温暖的气候，太阳能加热系统可提供家用热水的能源的比例非常高（50％〜75％）。截至2009年，中国有2700万屋顶太阳能热水器。

### 太阳能热电站

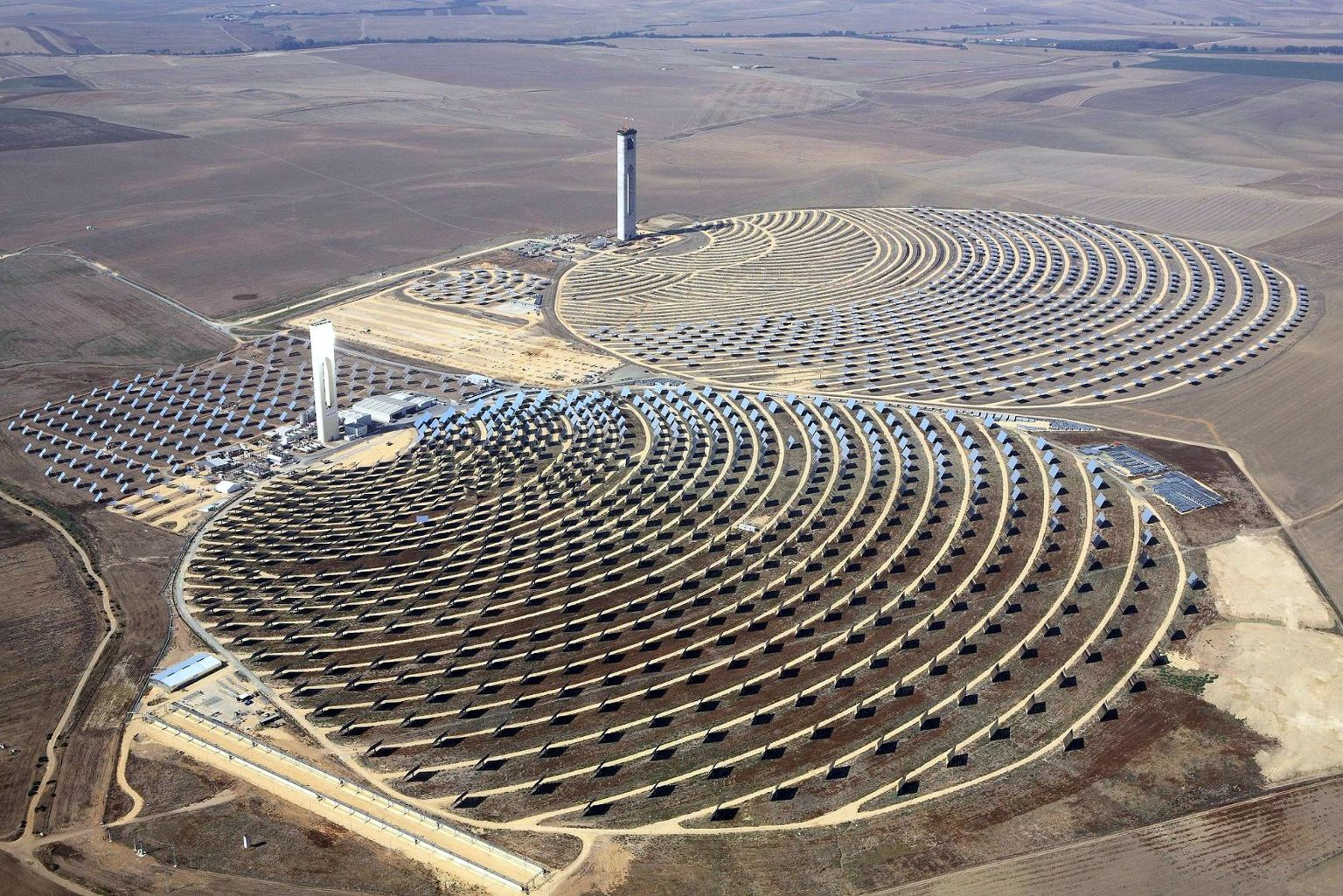
聚光太阳能热发电塔，左起：PS10, PS20.

太阳能热电站（Solar thermal power） 包括在美国的354兆瓦（MW）的太阳能发电系统(Solar Energy Generating Systems)，索尔诺瓦太阳能电站（Solnova Solar Power Station，西班牙，150 MW），安达索尔太阳能电站（Andasol solar power station，西班牙，100 MW），内华达太阳能一号发电厂（Nevada Solar One，美国，64MW），PS20太陽能發電塔（西班牙，20 MW），PS10太陽能發電塔（西班牙，11 MW）。370兆瓦的伊万帕太阳能发电设施，位于加州的莫哈韦沙漠，它是目前世界上最大的聚光太阳能热发电（CSP）项目。
许多正在建设或规划的其他发电厂，主要集中在西班牙和美国。在发展中国家，世界银行项目用于集成的太阳能热/联合循环燃气轮机发电厂已在埃及，墨西哥，摩洛哥获得批准。

### 太阳能光伏

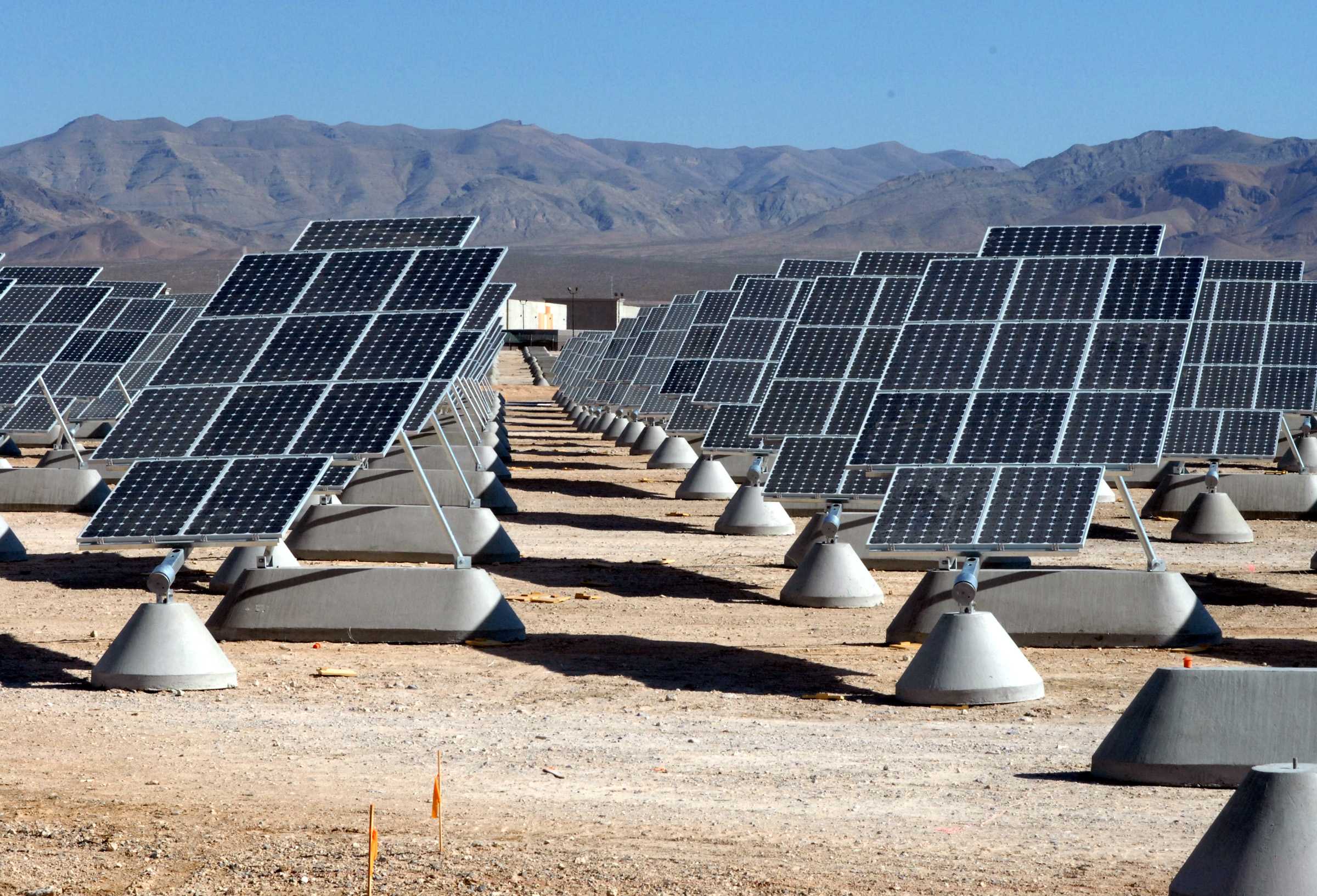
在Nellis空军基地的Nellis Solar Power Plant。这些面板在一个轴上跟踪太阳.

光伏（PV）电池，也被称为太阳能电池，将光转化成电力。在1980年代和1990年代初，大多数光伏组件被用来提供偏远地区供电。但是，从1995年左右，工业界所作出的努力已日益注重发展建築整合太陽能和对电网连接光伏电站的应用。
特别是日照充足的地区，如在美国南部，西班牙，中东，北非，印度和中国部分地区，现代化的太阳能电池组件是实现电网平价。并且在位于进一步北方的国家如德国，法国和捷克共和国，被预计到2015年光伏发电实现电网平价。
技术价格的下降和化石燃料成本上升，正在使光伏（PV）电厂对于大投资者们越来越有吸引力。截至2011年12月，在世界上最大的光伏（PV）电厂是格尔木太阳能园区（中国, 200 MW）, Sarnia Photovoltaic Power Plant (加拿大, 97 MW), Montalto di Castro Photovoltaic Power Station (意大利, 84.2 MW), Finsterwalde Solar Park (德国, 80.7 MW), Okhotnykovo Solar Park (乌克兰, 80 MW), Lieberose Photovoltaic Park (德国, 71.8 MW), Rovigo Photovoltaic Power Plant (意大利, 70 MW), Olmedilla Photovoltaic Park (西班牙, 60 MW),和Strasskirchen Solar Park (德国, 54 MW).

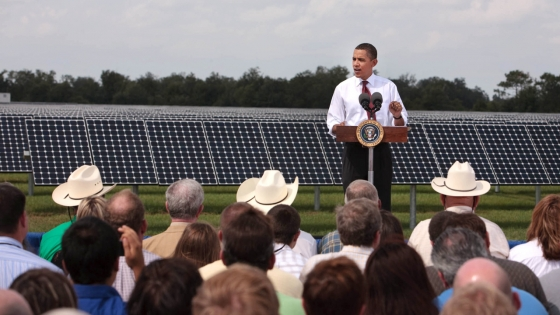
美国总统奥巴马在DeSoto Next Generation Solar Energy Center发表演讲。

还有许多大型工厂正在兴建。Desert Sunlight Solar Farm是一个正在建设中的550 MW的太阳能电厂，位于加州河滨县，它将使用由First Solar公司制造的薄膜太阳能光伏组件。Topaz Solar Farm是一个正在兴建中的550 MW的光伏电站，位于加州圣路易斯-奥比斯波县。Blythe Solar Power Project是一个正在建设中500 MW光伏电站，位于加州河滨县。Agua Caliente Solar Project是一个正在建设中290 MW的太阳能光伏发电设施，位于亚利桑那州尤马县。California Valley Solar Ranch（CVSR）是一个正在建设的250 MW的太阳能光伏发电厂，由SunPower公司建造，位于加州谷东北部的Carrizo Plain平原。230 MW的Antelope Valley Solar Ranch是First Solar公司的太阳能光伏发电项目，这是在羚羊谷地区的西部莫哈韦沙漠，并将于2013年完成的施工。
太阳能光伏产业正在快速增长，尽管基数较小，在2011年年底前全球总容量为67 GW，相当于全球电力需求量的0.5％。超过100个国家和地区使用太阳能光伏发电。
太陽能電池的價格下降很快，在2014時，在主要市場增設太陽能電池，已經不需要補貼即可跟傳統能源競爭。

### 风力发电

风能：全球装机容量

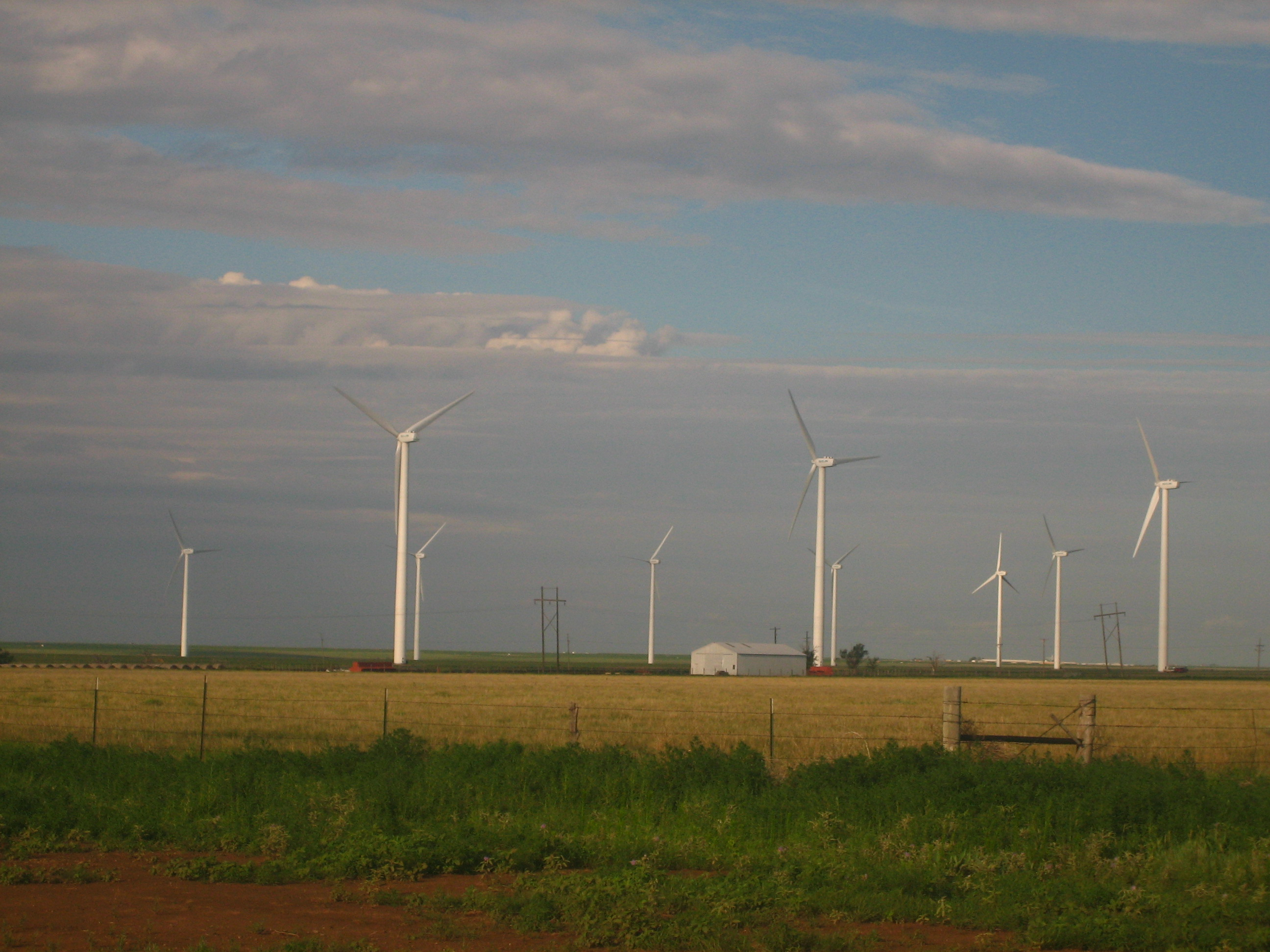
在美国的土地所有者通常从每个风力涡轮机上会收到每年$3,000至$5,000美元的租金收入，而在涡轮机的脚下，农民继续种植庄稼和放牛。

有些第二代的可再生能源，如风力发电，具有很大的潜力，并已实现了相对较低的生产成本。在2010年，全球风力发电装置增加了35,800 MW，总装机容量达194,400 MW，和在2009年年底的158,700 MW的装机容量相比，增加22.5％。
2010年的增加代表了投资总额为473亿歐元（650亿美元），和在第一次的占所有新的风电的一半以上是被增加在传统市场欧洲和北美以外，主要是由于在持续繁荣的中国市场占了近一半的所有16,500 MW的安装容量。中国目前拥有42,300 MW的风电装机容量。风力发电占发电在丹麦的约19％，西班牙和葡萄牙的9％，在德国和爱尔兰共和国的6％。这些都是一些在世界上最大的风电场，截至2011年12月：
| 风电场                                        | 装机容量 (MW) | 国家     |
| --------------------------------------------- | ------------- | -------- |
| Alta Wind Energy Center（英语：Alta Wind Energy Center）             | 720           | 美国     |
| Capricorn Ridge Wind Farm（英语：Capricorn Ridge Wind Farm）           | 662           | 美国     |
| Fântânele-Cogealac Wind Farm（英语：Fântânele-Cogealac Wind Farm）        | 600           | 罗马尼亚 |
| Fowler Ridge Wind Farm（英语：Fowler Ridge Wind Farm）              | 600           | 美国     |
| Horse Hollow Wind Energy Center（英语：Horse Hollow Wind Energy Center）     | 736           | 美国     |
| 伦敦阵列                                      | 1000          | 英国     |
| Roscoe Wind Farm（英语：Roscoe Wind Farm）                    | 781           | 美国     |
| San Gorgonio Pass Wind Farm（英语：San Gorgonio Pass Wind Farm）         | 619           | 美国     |
| 谢菲德平原风电厂                              | 845           | 美国     |
| Sheringham Shoal Offshore Wind Farm（英语：Sheringham Shoal Offshore Wind Farm） | 317           | 英国     |
| Tehachapi Pass Wind Farm（英语：Tehachapi Pass Wind Farm）            | 690           | 美国     |
有许多大型风电场正在建设中，其中包括Anholt Offshore Wind Farm (400 MW), BARD Offshore 1 (400 MW), Clyde Wind Farm (548 MW), Greater Gabbard wind farm (500 MW), Lincs Wind Farm (270 MW), Lower Snake River Wind Project (343 MW), and the Walney Wind Farm（367 MW）。

### 现代形式的生物能源
全球运输燃料乙醇生产在2000年和2007年间增加了翻了三倍，从170到超过520亿升，而生物柴油扩大了十倍以上，从不到10亿到近110亿升。生物燃料提供全球运输燃料的1.8％，并最近的估计表明它正在持续高速增长。运输用生物燃料的主要生产国是美国，巴西和欧盟。
巴西拥有在世界上最大的可再生能源项目之一，涉及从甘蔗生产燃料乙醇，并且乙醇现在提供了全国18％的汽车燃料。作为一个这样做的结果和开采的国内深水石油来源，巴西曾经必须每年进口相当大份额的石油用于国内消费的需要，最近达到液体燃料的完全自给自足。

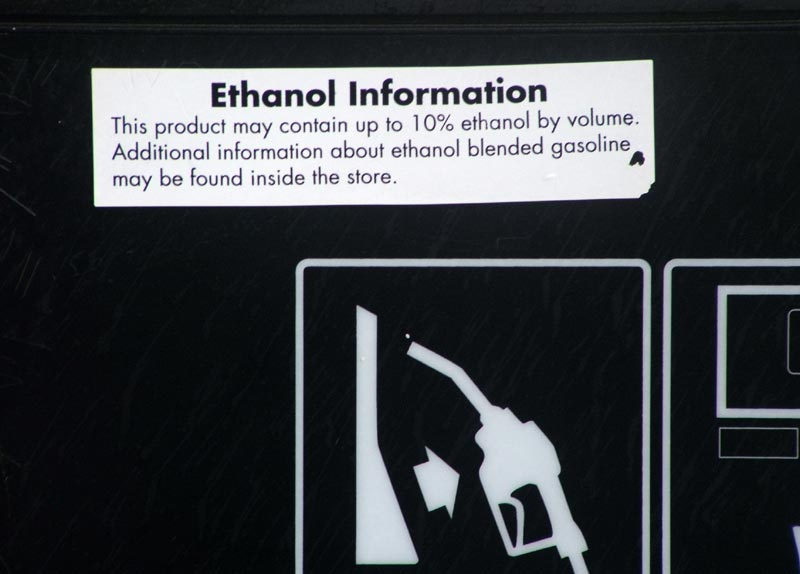
美国加州油泵上的乙醇信息

几乎所有在美国出售的汽油混合10％乙醇被称为E10的混合燃料，并且汽车制造商已经生产车辆可以设计运行在更高比例混合的乙醇混合燃料。福特汽车，戴姆勒 - 克莱斯勒，通用汽车汽车公司出售灵活燃料汽车，卡车和小型货车，它们都可以使用从纯汽油燃料到汽油和乙醇混合85％乙醇（E85）燃料。目前的挑战是扩大生物燃料市场到它们在那里迄今为止最受欢迎的农业州以外。2005年能源政策法案要求到2012年每年使用的生物燃料为750亿美制加仑（28,000,000立方米），也将有助于扩大市场。
日益增长的乙醇和生物柴油产业提供就业机会，工厂的建设，运营和维护，主要集中在农村地区。根据可再生燃料协会，“乙醇行业创造了仅在2005年的近154,000个在美国的就业机会，提高家庭收入$57亿美元。它也在地方，州和联邦级别上贡献了约350亿美元的税收收入”。

## 第三代技术
第三代可再生能源技術仍處於開發階段，並且其中包括先進的生物質氣化，生物煉製技術，高溫岩石地热能发电和海洋能等。第三代技術尚未得到廣泛證明或僅具有有限的商業化。許多技術已露端倪，可能有潛力與其他可再生能源技術相比較，但仍然依賴於吸引足夠的重視和研發經費。

### 新的生物能源技术
| 公司              | 地點             | 原料     |
| ----------------- | ---------------- | -------- |
| Abengoa Bioenergy | Hugoton, KS      | 小麦秸秆 |
| BlueFire Ethanol  | Irvine, CA       | 多个来源 |
| Gulf Coast Energy | Mossy Head, FL   | 木头废料 |
| Mascoma           | Lansing, MI      | 木头     |
| POET LLC          | Emmetsburg, IA   | 玉米芯   |
| SunOpta           | Little Falls, MN | 木材刨花 |
| Xethanol          | Auburndale, FL   | 柑橘果皮 |

根據國際能源署構，纖維素乙醇生物煉製可能讓生物燃料在未來發揮更大的作用，这作用比如國際能源署等組織以前認為的作用更大。纖維素乙醇可以由植物物質構成，主要是不宜食的纖維素纖維形成的大多數植物的莖和枝。农作物殘餘物（如玉米秸稈，小麥秸稈和水稻秸稈等），木材廢料和城市固體廢物是纖維素生物質的潛在來源。專用於能源的农作物，例如柳枝稷，是有前途的纖維素來源；它們可以在許多地區可持續生產成爲纖維素的來源。

### 海洋能源
海洋能是來自海中的各種形式的可再生能源，包括有波浪能，潮汐能，河流，海流能，海上風電，海水鹽差能（鹽度梯度能源）和海洋熱梯度能量。

#### 潮汐发电
世界第一座潮汐能電站是郎斯潮汐電站 （240 MW）。該設施位於法國布列塔尼的郎斯河河口。它在1966年11月26日開業，目前被法國電力公司經營。
254 MW的韓國始華湖潮汐電廠是世界上裝機容量最大的潮汐電力設施。在2011年施工完成。

#### 波浪发电
波浪能是海洋表面波浪运动所转送的能量。海洋波浪是由太阳能源转换而成的，因为太阳辐射的不均匀加热与地壳冷却及地球自转造成风，风吹过海面又形成波浪，波浪所产生的能量与风速成一定比例。而波浪起伏造成水的运动，此运动包括波浪运动的位能差、往复力或浮力产生的动力来发电。波浪能是海洋能中能量最不稳定又无规律的能源。

### 增强型地热系统（EGS）
截至2008年，地热发电开发在超过40个国家和地区正在进行，部分原因是新技术的发展，例如增强型地热系统(EGS)。Binary cycle发电厂和改善钻井和开采技术的发展，可以启用一个比“传统的”地热系统的更大的地理范围的增强型地热系统。
示范EGS项目的已经投入运行于美国，澳大利亚，德国，法国和英国。

## 可再生能源工业

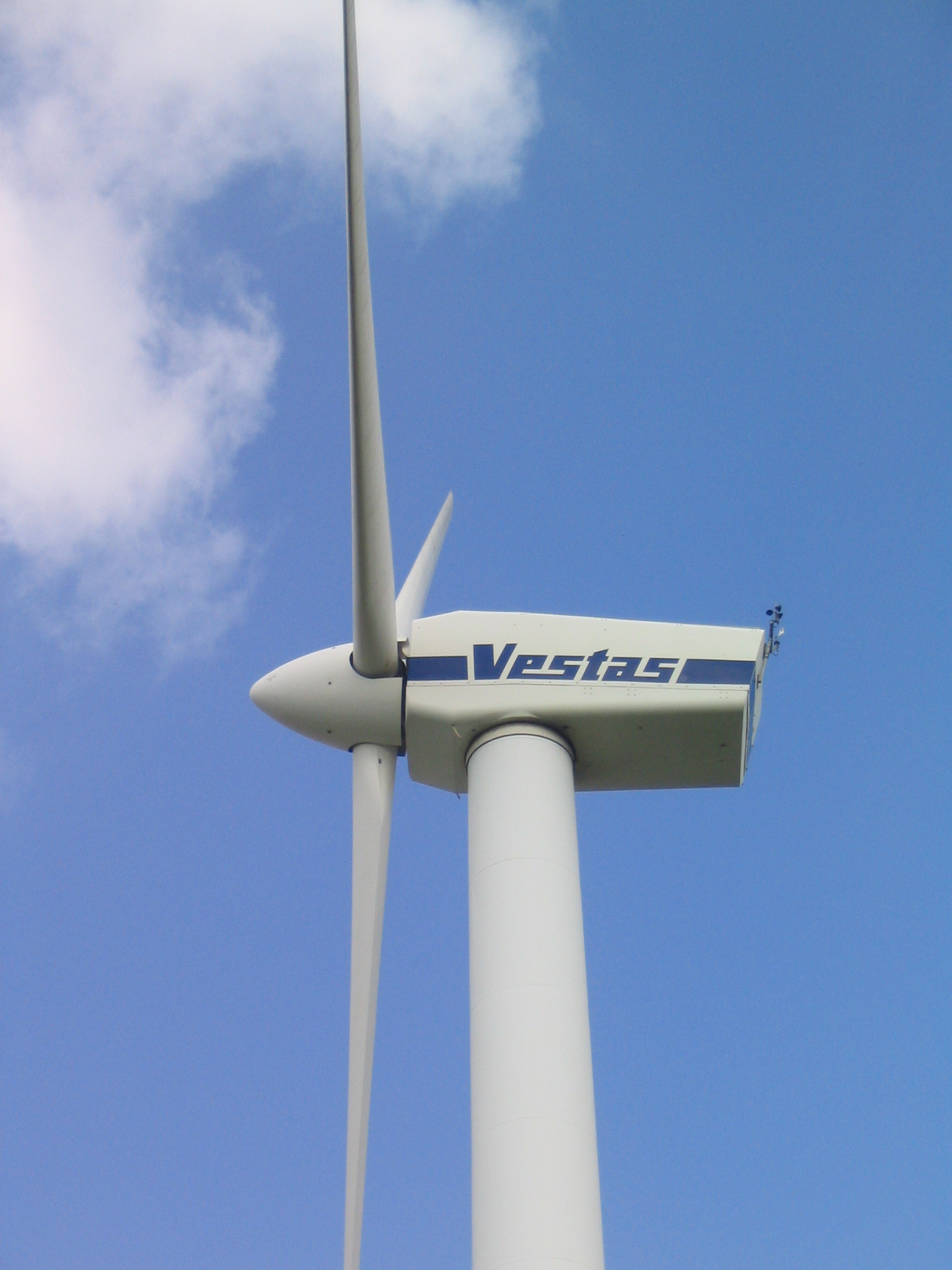
維斯塔斯（Vestas）風力渦輪機

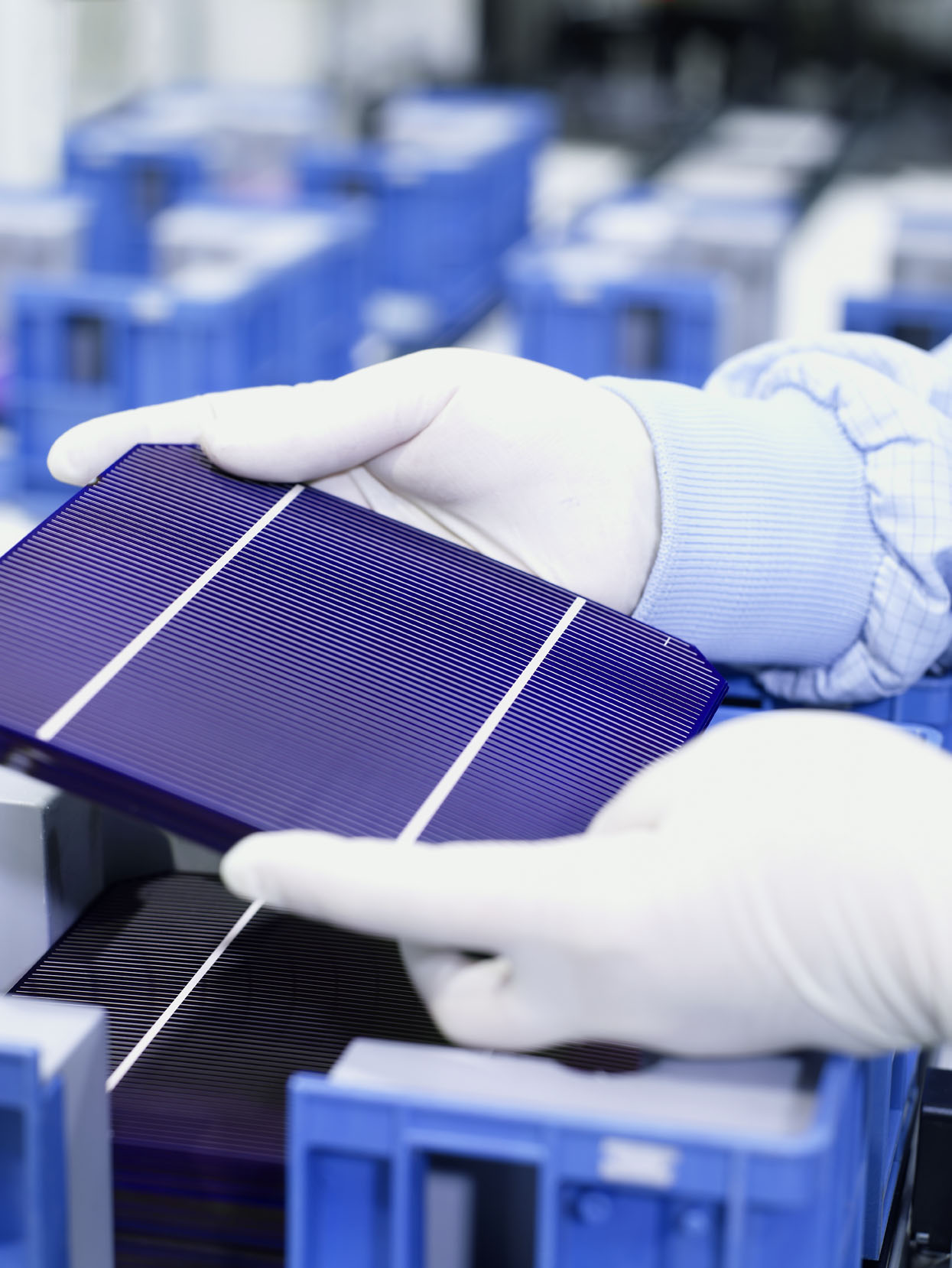
單晶矽太陽能電池

在可再生能源领域的总投资，在2009年从$1600亿美元，达到2010年的$2110亿美元。在2010年的投资最多的国家是中国，德国，美国，意大利和巴西。可再生能源行业的继续增长得到预期，还有，促进政策有助于该行业比许多其他行业更加耐候2009年的经济危机。

### 风能公司
截至2010年，維斯塔斯（丹麥）在市場交易量的百分比上是世界上最大的風力渦輪機製造商，華銳風電（中國）排在第二位。維斯塔斯和華銳風電共同交付在2010年新增的風電裝機容量爲10,228 MW，與它們自己的市場份額為25.9％。GE能源（美國）排在第三位，緊隨其後的是另一家中國供應商金風科技。德國愛納康（Enercon）公司在世界上排名第五，其後是印度的Suzlon位居第六。

### 光伏公司
First Solar公司在2009年成為世界上最大的太陽能電池製造商，生產1,100 MW的產品，佔13％的市場份額。尚德電力在2009年以生產能力爲595 MW和7％的市場份額排在第二位。緊隨其後領導者們的是夏普，有580 MW的產量，Q-Cells公司有540 MW的產量。英利綠色能源，晶澳太陽能控股公司，太阳能源(SunPower)公司，京瓷，Motech Solar和Gintech也分別在2009年排名的前10名。
| 1        | 英利绿色能源控股有限公司 | –  | 中华人民共和国 |
| 2        | 天合光能有限公司         | +1 | 中华人民共和国 |
| 3        | 夏普太阳能               | +3 | 日本           |
| 4        | 加拿大太阳能             | –  | 加拿大         |
| 5        | 晶科能源控股有限公司     | +3 | 中华人民共和国 |
| 6        | 昱辉阳光能源有限公司     | +7 | 中华人民共和国 |
| 7        | 第一太阳能               | −2 | 美国           |
| 8        | 韩华新能源               | +2 |                |
| 9        | 京瓷                     | +5 | 日本           |
| 10       | 晶澳太阳能               | −3 | 中华人民共和国 |
| Sources: |                          |    |                |

## 接纳所面临的非技术壁垒
目前的能源市場，機構和政策已經被制定成为支持生產和使用化石燃料。虽然較新的和更清潔的技術可能提供社會和環境效益，但公用事業電力機構往往拒絕可再生資源，因為它們已经被訓练為只有以大型的常規的電廠的方式思考。故意的市場扭曲（如補貼），並非故意的市場扭曲（例如分割激勵）可能打擊可再生能源。Benjamin K. Sovacool的認為，“在美國的可再生能源和提高能源效率所面臨的一些最秘密的而強大的障礙，更多的是来自于文化和制度，而不是来自于工程和科學”。
可再生能源技術的大規模商業化的障礙主要是政治而不是技術，並且有許多研究已確定了可再生能源利用的一系列的“非技術壁壘”。相對於其他形式的能源，這些障礙把可再生能源置于在市場營銷的，機構的或政策的劣勢。主要的障礙包括：
- 難以克服已经建立的能源系統，其中包括引進創新的能源系統的困難，特別是對光伏的分散式發電，原因是技術鎖定，電力市場被設計成集中式發電廠，並通過建立運營商控制的市場。正如氣候變化經濟學的斯特恩報告(Stern Review)指出：

國家電網通常對集中式發電廠的運作量身定做，從而有利於它們的表現。而不容易適應這些電網的技術就可能很難進入市場，即使這項技術本身是具有商業可行性。這也適用於分散式發電，因为大多數電網不適合獲得許多小來源的電力。大型可再生能源也可能會遇到的問題，如果它們都選址在遠離現有電網的地區。

- 缺乏政府的政策支持，其中包括缺乏支持可再生能源技術部署的政策和法規，和现存的政策和法規阻礙可再生能源發展与支持傳統能源的發展。例子包括化石燃料的補貼，不充足的消費者的可再生能源激勵措施，政府承銷核電廠事故，对可再生能源的複雜的分區和許可程序。
- 信息傳播和消費者認知度的缺乏。
- 與常規能源技術相比，可再生能源技術有較高的資本成本。
- 不充足的的可再生能源項目的融資方案，包括項目開發商，企業家和消費者不能充分獲得可負擔得起的融資。
- 資本市場不完善，其中包括未能將所有傳統能源的成本（例如，空氣污染的影響，供應中斷的風險）吸收，并且未能將所有可再生能源的好处（如清潔的空氣，能源安全）吸收。
- 不足的勞動技能和培訓，其中包括缺乏充足的科學的，技術的和生產製造可再生能源所需的技能；缺乏可靠的安裝，維護和檢查服務;和难以提供足夠的对新技術的培訓的失敗的教育系統。
- 缺乏足夠的法规，標準，電力互聯，和淨計量電价的指導方針。
- 公眾對可再生能源系統美觀性的差評。
- 缺乏在能源的選擇和可再生能源項目的利益相關者/社區參與和合作。

由于有這樣一系列廣泛的非技術壁壘，因此沒有“銀彈”神奇解決方案，以推動可再生能源的過渡。因此，在理想情況下，需要有幾種不同類型的政策工具相互配合，以克服不同類型的障礙。必須建立一個政策框架，將扳平公平的競爭環境，糾正這種與化石燃料的傳統方法的不平衡。政策領域必須跟上在能源領域具有廣闊的發展趨勢，以及反映特定的社會的，經濟的和環境的優先级别。

## 公共政策的領域
因为自由市场制度存在有一些基本限制，公共政策就在可再生能源商业化中发挥作用。正如斯特恩報告(Stern Review)所指出：
| 在一個自由化的的能源市場，投資者，經營者和消費者要面對他們的決定的全部費用。但是，在許多經濟或能源行業的的情況下并不是这样。許多政策扭曲了能源市場，有利於現有的化石燃料技術。 |

國際太陽能學會曾經說過：“歷史上的常規能源資源的激勵政策繼續甚至直到在今天偏壓市場，埋藏使用常規能源的許多真正的社會成本”。
相比可再生能源系統，化石燃料的能源系統有不同的生產，傳輸和使用成本的特性，新的促銷政策是必要的，以確保可再生能源系統的發展迅速和廣泛是对社會所喜欢的。
萊斯特·布朗曾經說過，市場上“沒有包含的間接成本到提供商品或服務的價格，它確實沒充分体现大自然系統的服務，和它沒有尊重大自然系統的可持續的收益率閾值”。市場也傾向於短期而不是長期，從而為子孫後代的關心是有限的。稅收和補貼轉移可以幫助解決這些問題。

### 转移税收
稅收轉移已引起經濟學家们的廣泛討論和認可。它包括降低所得稅，同時提高徵收破壞環境的活動，以創造一個響應更快的市場。例如，对于煤炭征稅，其中包括增加的醫療費用與呼吸受污染的空氣，酸雨損害，氣候破壞的成本和費用，將鼓勵对可再生能源技術的投資。一些西歐國家已經稅收轉移，正处在被称为是環境稅改革的過程中。

### 转移补贴
正如有稅收轉移有必要，也有必要進行補貼轉移。補貼是並不是一個本質上是壞的事情，通過政府補貼計劃湧現了許多技術和產業。“斯特恩報告”解釋了從過去30年的創新的20家重點，在14個當中只有一個是資金完全由私營部門资助，和9個由完全公共資金資助。在具體的例子，互聯網就是公共資金資助的的結果，把在政府實驗室和研究機構之間的電腦都聯繫在一起。在加利福尼亞州，聯邦減稅和一個強大的州稅扣除的組合，幫助建立現代風電產業。

### 可再生能源的目标
設置國家的可再生能源目標可以是可再生能源政策的重要組成部分，這些目標通常被定義為對於主要能源和/或發電混合的一個百分比。例如，歐盟規定在2010年的一個指示性的可再生能源目標，是歐盟總能源結構中的12％和電力消費的22％。歐盟各成員國的國家目標也已成立，以滿足歐盟總體的目標。其他定義了目標的發達國家的國家或區域包括澳大利亞，加拿大，以色列，日本，韓國，新西蘭，挪威，新加坡，瑞士和美國的一些州。
在一些發展中國家，國家目標是可再生能源戰略的重要組成部分。設立可再生能源目標的發展中國家包括中國，印度，印度尼西亞，馬來西亞，菲律賓，泰國，巴西，埃及，馬里，南非。在一些工業化國家相比，許多發展中國家所設定的目標是相當溫和的。
在大多數國家的可再生能源的目標是指示性的，不具約束力，但它們協助政府行動和監管框架。聯合國環境計劃署的建議，使可再生能源目標具有法律約束力，可成為一個重要的政策工具來實現更高的可再生能源市場的滲透。

### 绿色经济刺激计划
在應對在2000年代後期的全球金融危機，世界各主要國家政府都提出了《綠色经济刺激計劃》的項目，作爲支持經濟復甦主要的政策工具之一。在2010年和2011年，在綠色经济刺激計劃的$1880億美元資金已分配給可再生能源和提高能源效率。

## 最近的发展

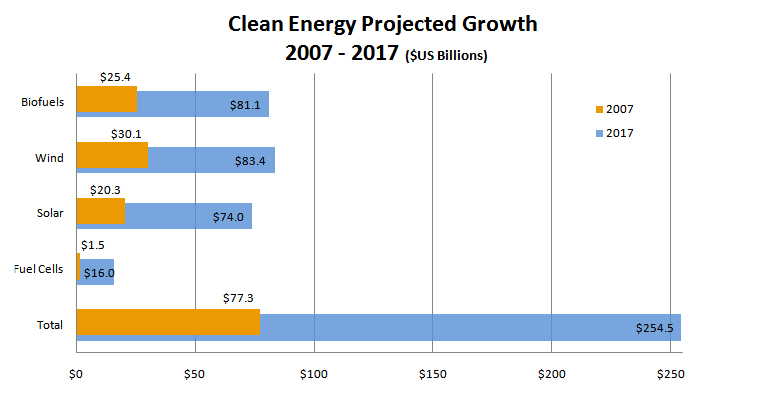
预计可再生能源投资的全球增长 （2007-2017）

在2006年許多事件把可再生能源推入政治議程，包括在11月的美國中期選舉，這確定了清潔能源作為主流問題。此外，在2006年，“斯特恩報告”作出了有力的低碳技術的投資的經濟案例，並認為經濟增長需要與降低能源消耗不必要是不兼容的。根據聯合國環境計劃署的趨勢分析，氣候變化的關注，加上最近油價高涨，增加政府的支持率正在推動越來越多的投資到可再生能源和提高能源效率的行業。
在2007年，可再生能源的投資資本流入達到創紀錄的$770億美元，并且在2008年繼續上升的趨勢。經濟合作與發展組織仍佔主導地位，但現在在中國，印度和巴西的公司有越來越多的活動。在2006年，中國公司是第二大風險資本的接受方，位于美國之後。同年，印度公司是在國外最大的淨買方，主要是在更成熟的歐洲市場。
2011年以後，太陽能電池開始大崩盤，到了2014年，太陽能發電在許多市場已經達到電網平價，配合上全球游資過多的現象，太陽能發電不需要政府補貼就可以大幅成長。

## 可持续能源
走向能源可持續性不但需要在提供能量的方式上有改變，而且需要在使用的能源方式上也有改變，並把提供各種產品或服務所需的能量的數量減少是至關重要的。在能量方程式中，在需求方改善的機會，是和那些在供應方改善的機會是同樣的豐富多樣，而且往往提供了顯著的的經濟利益。
可持續能源的經濟需要對可再生能源和能源效率的承諾。可再生能源和能源效率據說是可持續能源政策的"雙支柱"。美國節能經濟委員會已經解釋，爲了穩定和降低二氧化碳排放量，這兩種資源必須被開發：
| 使用效率對減緩能源需求的增長是至關重要的，使不斷增加清潔能源供應能夠大幅削減化石燃料的使用。如果使用能源增長太快、可再生能源發展將追逐消退的目標。同樣，除非清潔的能源供應迅速到來，需求增長放緩才將會開始減少總的排放量;此外需要降低能源的碳含量。 |

國際能源署指出，可再生能源和提高能源效率政策，對於可持續能源未來的發展是两个相輔相成的工具，两者應共同發展，而不是獨立發展。

## 太阳能光伏局限
- 生产过程

太阳能板的原材料和电脑芯片原材料一样。大量生产过程中需要大量能源，有毒有害化学物质。化学物质主要靠工厂所在地法律法规管控。某些太阳能工厂已经安装太阳能系统，用太阳能系统产生的清洁能源生产太阳能板。
- 对电网的影响

截至2017年12月，澳洲东部昆士兰州有超过31%居民拥有屋顶太阳能系统，平均安装功率超过3.5千瓦（世界第一）。但是高太阳能系统普及率也给电网电压带来问题。居民区中午用电量低，主要以出售电力给电力公司为主。传统电网并没有考虑双向电力输送。在居民区电力大额传输回电网的时候，电压会逐步抬高，而且可能超过电器设备可能受范围 . 。科学研究已经有方法解决这种问题，但是都有各种成本考虑，例如，在中压电网额外增加电压控制装置。
对于其他国家或地区的启示：没有系统性的分析和规划，单一鼓励促进太阳能在居民区的普及会带来新的风险。更好的方式之一是，通过税收或其他鼓励措施，促进工业和商业用户的太阳能系统安装。因为工商业用户主要用电高峰经常在白天，太阳能系统在日照白天发电，补充工商业用电，降低工商业对电网的压力。
- 对能源投资和电费管理的影响

现实生活中的问题经常复杂多变，原因错综复杂。对于能源投资和电费管理也是同样的道理，没有适合每个方案的万用灵丹。太阳能系统投资也许是很好的选择，如果：当地阳光充足，电价较高而且持续涨价，政府通过财政或金融方式大力支持，电力可卖回给电力公司 （澳洲和德国）。投资回报经常是能源投资的主要考量。但是系统性的检查，评估和分析，也许会发现，在目前市场条件下，一套综合性的方案是最合适的。例如，通过房屋建筑能效提高，既有设备运行的改善，和太阳能系统投资，可能会提供业主最好的投资回报 

## 参看

### 列表
- 关于可再生能源的列表（英语：Lists about renewable energy）
- 大型风力发电场（英语：List of large wind farms）
- 知名的可再生能源组织（英语：List of notable renewable energy organizations）
- 各国的可再生能源列表（英语：List of renewable energy topics by country）

### 条目
- 清潔能源的趨勢（英语：Clean Energy Trends）
- 各來源的電力代價
- 生态税
- 能源安全和可再生技術（英语：Energy security and renewable technology）
- 環保關稅
- 上网电价补贴政策（Feed-in tariff，縮寫：FIT）
- 國際可再生能源機構（IRENA）
- 光伏財政激勵（英语：PV financial incentives）
- 落基山研究所（英语：Rocky Mountain Institute） - 美国资源政策智库
- 清潔技術革命（英语：The Clean Tech Revolution）
- 第三次工業革命
- 世界可再生能源理事会（英语：World Council for Renewable Energy）

### 人物
| - Andrew Blakers - Michael Boxwell - Richard L. Crowther - James Dehlsen - Mark Diesendorf - Rolf Disch - Peter Droege - David Faiman - Hans-Josef Fell - Harrison Fraker | - Chris Goodall - 阿尔·戈尔（Al Gore） - 米夏埃尔·格雷策尔 （Michael Grätzel） - Martin Green - Jan Hamrin - Denis Hayes - Tetsunari Iida - Mark Z. Jacobson - Stefan Krauter - Jeremy Leggett - Richard Levine | - 埃默里·罗文斯 - Gaspar Makale - Joel Makower - Eric Martinot - David Mills - 黄鸣（Huang Ming） - Leonard L. Northrup Jr. - Arthur Nozik - Monica Oliphant - 史丹佛·奧維辛斯基 （[Stanford R. Ovshinsky） - Luis Palmer - Alan Pears | - Hélène Pelosse - Ron Pernick - Jeremy Rifkin - 赫尔曼·舍尔 - 施正荣（Zhengrong Shi） - Benjamin K. Sovacool - Félix Trombe - John Twidell - Martin Vosseler - Stuart Wenham - Clint Wilder - John I. Yellott |

### 引用
1. ↑  .   [2013-01-12]. （原始内容存档于2011-12-21）.
2. ↑  Edwin Cartlidge. . Science (Vol 334): 922-924. 18 November 2011.
3. 1 2 3 4 5 6 7 8 9 10  International Energy Agency (2007).
Renewables in global energy supply: An IEA facts sheet (PDF) （页面存档备份，存于） OECD, 34 pages.
4. ↑  Editorial, Green Gold （页面存档备份，存于）, Nature Energy, 2016.
5. 1 2  New UN report points to power of renewable energy to mitigate carbon emissions （页面存档备份，存于） UN News Centre, 8 December 2007.
6. 1 2  Joel Makower（英语：Joel Makower）, Ron Pernick and Clint Wilder（英语：Clint Wilder） (2008). Clean Energy Trends 2008 （页面存档备份，存于）, Clean Edge, p. 2.
7. 1 2 3  United Nations Environment Programme and New Energy Finance Ltd. (2007). Global Trends in Sustainable Energy Investment 2007: Analysis of Trends and Issues in the Financing of Renewable Energy and Energy Efficiency in OECD and Developing Countries (PDF) （页面存档备份，存于） p. 3.
8. ↑  REN21.  (PDF): 11–13. 2011  [2013-01-12]. （原始内容存档 (PDF)于2011-09-05）.
9. ↑  Top of the list, Renewable Energy World, 2 January 2006.
10. ↑  Keith Johnson, Wind Shear: GE Wins, Vestas Loses in Wind-Power Market Race （页面存档备份，存于）, Wall Street Journal, March 25th 2009, accessed on January 7th 2010.
11. 1 2 3  REN21 (2006).  Changing climates: The Role of Renewable Energy in a Carbon-constrained World (PDF) （页面存档备份，存于） p. 2.
12. 1 2  Ben Sills. . Bloomberg. August 29, 2011  [2013-01-13]. （原始内容存档于2014-12-25）.
13. ↑  
Ipsos 2011，第3頁
14. ↑  Jacobson, Mark Z. and Delucchi, Mark A.  (PDF). Energy Policy. 2010  [2013-01-12]. （原始内容存档 (PDF)于2013-10-20）.
15. ↑  Lester R. Brown. Plan B 4.0: Mobilizing to Save Civilization, Earth Policy Institute, 2009, p. 135.
16. ↑  Council on Foreign Relations. . January 18, 2012  [2013年1月13日]. （原始内容存档于2016年5月17日）.
17. ↑  Ron Pernick.  (PDF). Clean Edge: 6. 2012  [2013-01-13]. （原始内容存档 (PDF)于2019-06-13）.
18. ↑  Americans Willing To Pay More for Solar （页面存档备份，存于） Renewable Energy World, 25 June 2010.
19. 1 2  . World Public Opinion. January 18, 2012  [2013年1月13日]. （原始内容存档于2012年3月15日）.
20. ↑  
Denis Gray. . The Guardian. April 6, 2011.
21. ↑  .   [2013-01-13]. （原始内容存档于2012-11-03）.
22. 1 2  UNEP, Bloomberg, Frankfurt School, Global Trends in Renewable Energy Investment 2011 （页面存档备份，存于）、Figure 24.
23. ↑  Renewables 2012 Global status report （页面存档备份，存于） Executive summary REN21
24. ↑  REN21 (2010). Renewables 2010 Global Status Report （页面存档备份，存于） p. 15.
25. 1 2  . Renewable Energy World. 29 August 2011  [2013-01-13]. （原始内容存档于2015-02-18）.
26. 1 2  Eric Martinot and Janet Sawin. Renewables Global Status Report 2009 Update （页面存档备份，存于）, Renewable Energy World, 9 September 2009.
27. ↑  Plumer, Brad. . The Washington Post. June 19, 2012  [17 September 2012]. （原始内容存档于2016-08-03）.
28. ↑  Kaminska, Izabella. . The financial Times Ltd. June 18, 2012  [17 September 2012]. （原始内容存档于2012-09-23）.
29. ↑  Kurzweil, Ray. . The Guardian. 21 February 2011  [17 September 2012]. （原始内容存档于2013-05-07）.
30. ↑  REN21.  (PDF): 15. 2011  [2013-01-12]. （原始内容存档 (PDF)于2011-09-05）.
31. ↑  REN21 (2009). Renewables Global Status Report: 2009 Update （页面存档备份，存于） p. 9.
32. ↑  REN21 (2013). Renewables 2013 Global Status Report, (Paris: REN21 Secretariat), ISBN 978-3-9815934-0-2.
33. ↑  E. Lantz, M. Hand, and R. Wiser (May 13-17, 2012) "The Past and Future Cost of Wind Energy," （页面存档备份，存于） National Renewable Energy Laboratory conference paper no. 6A20-54526, page 4
34. ↑  Henning Gloystein. . Reuters. Nov 23, 2011  [2013-01-13]. （原始内容存档于2015-10-16）.
35. ↑  REN21 (2010). Renewables 2010 Global Status Report （页面存档备份，存于） p. 26.
36. ↑  Renewable energy costs drop in '09  （页面存档备份，存于） Reuters, November 23, 2009.
37. ↑  

Solar Power 50% Cheaper By Year End - Analysis Reuters, November 24, 2009.
38. 1 2  

Al Gore (2009). Our Choice, Bloomsbury, p. 58.
39. ↑  Mark Z. Jacobson (2009). Review of Solutions to Global Warming, Air Pollution, and Energy Security （页面存档备份，存于） p. 5.
40. ↑  Duncan Graham-Rowe. Hydroelectric power's dirty secret revealed （页面存档备份，存于） New Scientist, 24 February 2005.
41. ↑  Bertani, R., 2003, "What is Geothermal Potential?" （页面存档备份，存于）, IGA News, 53, page 1-3.
42. 1 2 3  Fridleifsson, I.B., R. Bertani, E. Huenges, J. W. Lund, A. Ragnarsson, and L. Rybach (2008). The possible role and contribution of geothermal energy to the mitigation of climate change （页面存档备份，存于）. In: O. Hohmeyer and T. Trittin (Eds.), IPCC Scoping Meeting on Renewable Energy Sources, Proceedings, Luebeck, Germany, 20–25 January 2008, p. 59-80.
43. ↑  

Islandsbanki Geothermal Research, United States Geothermal Energy Market Report, October 2009, accessed through website of Islandbanki[永久].
44. ↑  Leonora Walet. Philippines targets $2.5 billion geothermal development （页面存档备份，存于）, Reuters, November 5, 2009.
45. 1 2  REN21 (2009). Renewables Global Status Report: 2009 Update （页面存档备份，存于） pp. 12-13.
46. ↑  International Energy Agency. Solar assisted air-conditioning of buildings （页面存档备份，存于）
47. ↑  Lester R. Brown. Plan B 4.0: Mobilizing to Save Civilization, Earth Policy Institute, 2009, p. 122.
48. ↑  Todd Woody. In California’s Mojave Desert, Solar-Thermal Projects Take Off （页面存档备份，存于） Yale Environment 360, 27 October 2010.
49. 1 2  REN21 (2008). Renewables 2007 Global Status Report (PDF) （页面存档备份，存于） p. 12.
50. 1 2  Renewables Insight (2010). PV Power Plants 2010: Industry Guide （页面存档备份，存于） p. 9.
51. ↑  PV Resources.com (2009). World's largest photovoltaic power plants （页面存档备份，存于）
52. ↑  . Renewable Energy World. 30 September 2011  [2013-01-18]. （原始内容存档于2016-01-07）.
53. ↑  Steve Leone. . Renewable Energy World. 7 December 2011  [2013-01-18]. （原始内容存档于2014-11-08）.
54. ↑  
. MarketWatch. 30 September 2011.
55. ↑  . Solar Server. 4 October 2011  [2013年1月18日]. （原始内容存档于2012年1月18日）.
56. ↑  European Photovoltaic Industry Association.  (PDF). 2012  [2013-01-18]. （原始内容 (PDF)存档于2023-04-25）.
57. ↑  REN21.  (PDF): 22. 2011  [2013-01-12]. （原始内容存档 (PDF)于2011-09-05）.
58. ↑  .   [2013-01-18]. （原始内容存档于2012-06-20）.
59. ↑  American Wind Energy Association (2009). Annual Wind Industry Report, Year Ending 2008 （页面存档备份，存于） pp. 9–10.
60. ↑  "Stabilizing Climate" (PDF) （页面存档备份，存于） in Lester R. Brown, Plan B 2.0 Rescuing a Planet Under Stress and a Civilization in Trouble（NY: W.W. Norton & Co., 2006）, p. 189.
61. ↑  Clean Edge (2007). The Clean Tech Revolution... the costs of clean energy are declining (PDF) （页面存档备份，存于） p.8.
62. ↑  David Beattie. . Renewable Energy World. 18 March 2011  [2013-01-18]. （原始内容存档于2014-08-10）.
63. ↑  .   [2013-01-18]. （原始内容存档于2011-07-15）.
64. ↑  United Nations Environment Programme (2009). Assessing Biofuels （页面存档备份，存于）, p.15.
65. ↑  America and Brazil Intersect on Ethanol （页面存档备份，存于） Renewable Energy Access, 15 May 2006.
66. ↑  New Rig Brings Brazil Oil Self-Sufficiency （页面存档备份，存于） Washington Post, 21 April 2006.
67. ↑  Erica Gies. As Ethanol Booms, Critics Warn of Environmental Effect （页面存档备份，存于） The New York Times, June 24, 2010.
68. 1 2  Worldwatch Institute and Center for American Progress (2006). American energy: The renewable path to energy security (PDF) （页面存档备份，存于）
69. ↑  Decker, Jeff. Going Against the Grain: Ethanol from Lignocellulosics （页面存档备份，存于）, Renewable Energy World, January 22, 2009.
70. ↑   (PDF).   [2010-07-08]. （原始内容存档 (PDF)于2021-02-11）.
71. ↑  International Energy Agency (2006). World Energy Outlook 2006 (PDF) （页面存档备份，存于）.
72. ↑  Biotechnology Industry Organization (2007). Industrial Biotechnology Is Revolutionizing the Production of Ethanol Transportation Fuel （页面存档备份，存于） pp. 3-4.
73. ↑  Ocean energy （页面存档备份，存于） EPRI Ocean Energy Web Page
74. ↑  . Newsworld.co.kr.   [2011-04-05]. （原始内容存档于2011-07-19）.
75. ↑  .   [2013-01-24]. （原始内容存档于2012-04-25）.
76. ↑  
Bertani, Ruggero, , International Geothermal Days, Slovakia, 2009 缺少或|title=为空 (帮助)
77. ↑  Tildy Bayar. . Renewable Energy World. 4 August 2011  [2013-01-27]. （原始内容存档于2016-04-08）.
78. 1 2  Dr Henning Wicht, First Solar to Produce Twice as Much as Leading Crystalline Solar Module Suppliers in 2009 （页面存档备份，存于）, iSuppli Market Research, September 4th 2009, accessed on March 22nd 2011.
79. ↑  .   [2016-05-25]. （原始内容存档于2015-10-11）.
80. ↑   (PDF).   [2013-01-12]. （原始内容 (PDF)存档于2014-09-05）.
81. 1 2  Delucchi, Mark A. and Mark Z. Jacobson.  (PDF). Energy Policy. 2010  [2013-02-11]. （原始内容存档 (PDF)于2013-10-16）.
82. 1 2  

Benjamin K. Sovacool.“Rejecting Renewables: The Socio-technical Impediments to Renewable Electricity in the United States,”Energy Policy, 37(11) (November, 2009), p. 4500.
83. ↑  

Benjamin K. Sovacool.“The Cultural Barriers to Renewable Energy in the United States,”Technology in Society, 31(4) (November, 2009), p. 372.
84. ↑  

Mark Z. Jacobson and Mark A. Delucchi. A Path to Sustainable Energy by 2030, Scientific American, November 2009, p. 45.
85. 1 2  
National Renewable Energy Laboratory (2006). Nontechnical Barriers to Solar Energy Use: Review of Recent Literature, Technical Report, NREL/TP-520-40116, September, 30 pages.
86. 1 2 3  United Nations Department of Economic and Social Affairs, (2005). Increasing Global Renewable Energy Market Share: Recent Trends and Perspectives （页面存档备份，存于） Final Report.
87. 1 2  

HM Treasury (2006). Stern Review on the Economics of Climate Change p. 355.
88. ↑  

Diesendorf, Mark (2007). Greenhouse Solutions with Sustainable Energy, UNSW Press, p. 293.
89. ↑  

IEA Renewable Energy Working Party (2002). Renewable Energy... into the mainstream, p. 48.
90. ↑  Donald W. Aitken. Transitioning to a Renewable Energy Future （页面存档备份，存于）, International Solar Energy Society, January 2010, p. 4.
91. 1 2 3  Brown, L.R. (2006). Plan B 2.0 Rescuing a Planet Under Stress and a Civilization in Trouble （页面存档备份，存于）  W.W. Norton & Co, pp. 228-232.
92. 1 2  Brown, L.R. (2006). Plan B 2.0 Rescuing a Planet Under Stress and a Civilization in Trouble （页面存档备份，存于）  W.W. Norton & Co, pp. 234-235.
93. ↑  HM Treasury (2006). Stern Review on the Economics of Climate Change p. 362.
94. 1 2 3  United Nations Environment Program (2006).  Changing climates: The Role of Renewable Energy in a Carbon-constrained World （页面存档备份，存于） pp. 14-15.
95. ↑  REN21 (2010). Renewables 2010 Global Status Report （页面存档备份，存于） p. 27.
96. ↑  Makower, J. Pernick, R. Wilder, C. (2008). Clean Energy Trends 2008 （页面存档备份，存于）
97. ↑  United Nations Environment Programme and New Energy Finance Ltd. (2007), p. 11.
98. ↑  High oil price hits Wall St （页面存档备份，存于） ABC News, 16 October 2007. Retrieved on 15 January 2008.
99. ↑  InterAcademy Council (2007). Lighting the way: Toward a sustainable energy future （页面存档备份，存于）
100. 1 2  American Council for an Energy-Efficient Economy (2007).
The Twin Pillars of Sustainable Energy: Synergies between Energy Efficiency and Renewable Energy Technology and Policy （页面存档备份，存于） Report E074.
101. ↑  International Energy Agency (2007). Global Best Practice in Renewable Energy Policy Making （页面存档备份，存于）
102. ↑  W. Miller, A. L. Liu, Z. Amin, and A. Wagner, "Power quality and rooftop-PV households: an examination of measured data at point of customer connection," Sustainability,  https://eprints.qut.edu.au/117688/ （页面存档备份，存于）, http://www.mdpi.com/2071-1050/10/4/1224 （页面存档备份，存于） (Open Access), p. 29, 2018.
103. ↑  L. Liu, W. Miller, and G. Ledwich, "Community centre improvement to reduce air conditioning peak demand," 7th International Conference on Energy and Environment of Residential Buildings, pp. 279-288. doi: 10.4225/50/58107ce163e0c Available: http://eprints.qut.edu.au/101161/ （页面存档备份，存于）
104. ↑  L. Liu, G. Ledwich, and W. Miller, "Demand side management with stepped model predictive control," presented at the Australasian Universities Power Engineering Conference, The University of Queensland, Brisbane, Qld, Australia, 2016. Available: http://eprints.qut.edu.au/99914/ （页面存档备份，存于）
105. ↑  L. Liu, W. Miller, and G. Ledwich. (2017) Solutions for reducing facilities electricity costs. Australian Ageing Agenda. 39-40. Available: https://www.australianageingagenda.com.au/2017/10/27/solutions-reducing-facility-electricity-costs/ （页面存档备份，存于）
106. ↑  W. Miller, A. L. Liu, Z. Amin, and M. Gray, "Involving Occupants in Net Zero Energy Solar Housing Retrofits: an Australian Sub-tropical Case Study," Solar Energy. doi: https://doi.org/10.1016/j.solener.2017.10.008 Available: http://www.sciencedirect.com/science/article/pii/S0038092X17308733, https://eprints.qut.edu.au/114591/ （页面存档备份，存于）